# Lista de filmes com temática LGBT de 2017
Esta é uma lista de filmes que contém personagens e/ou temática lésbica, gay, bissexual, ou transgênera lançados em 2017.
| Título                                                            | Diretor                                                       | País                                                | Gênero                              | Elenco | Anotações |
| ----------------------------------------------------------------- | ------------------------------------------------------------- | --------------------------------------------------- | ----------------------------------- | --- | --- |
| 5 Pulgadas                                                        | Rosana Lorente, Pedro Moitinho                                | Espanha                                             | Documentário                        | | Um retrato de um grupo de homens gays usuários de um aplicativo de namoro em Madrid |
| 7 Witches                                                         | Brady Hall                                                    | EUA                                                 | Terror, Suspense                    | Persephone Apostolou, Megan Hensley, Macall Gordon, Mike Jones, Danika Golombek, Nancy Frye                      | trad. As 7 Bruxas Uma mulher e seu ex-noivo viajam para o casamento de sua irmã lésbica e descobrem um ritual macabro                                                                                |
| 8 hlav šílenství                                                  | Marta Nováková                                                | República Checa, Eslováquia                         | Histórico, Drama, Comédia           | Aneta Langerová, Marie Štípková, Zuzana Fialová, Anna Sedláčková, Pavel Zedníček                                 | [ 3 ] |
| 26 de Diciembre                                                   | Silvia Maggi, Silvia Radicioni                                | Espanha                                             | Documentário                        | | Sobre a Fundación 26 de Diciembre, um centro comunitário e casa para idosos da comunidade LGBT em Madrid                                                                                             |
| The 34th                                                          | Linda Cullen, Vanessa Gildea                                  | Irlanda                                             | Documentário                        | | Segue a luta pelo direito do casamento entre pessoas do mesmo sexo na Irlanda |
| 49 Pulses                                                         | Charlie Minn                                                  | EUA                                                 | Documentário                        | Carmen Capo, Patience Carter, Norman Casiano-Mojica, Steven Fernandez, Aramy Fontanez, Chris Hansen              | Examina o massacre da Boate Pulse através de entrevistas com sobreviventes, recriações, e filmagens da polícia                                                                                       |
| 50 Shades of Gay                                                  | Michael Waldman                                               | Reino Unido                                         | Documentário                        | Rupert Everett, John Browne, Paul Burrell                                                                        | Mostra como as atitudes em relação à comunidade gay mudaram 50 anos depois da descriminalização da homossexualidade no Reino Unido                                                                   |
| 50 Years Legal                                                    | Simon Napier-Bell                                             | Reino Unido                                         | Documentário                        | Olly Alexander, Marc Almond, Stephen K. Amos, Steve Blame, John Browne, Simon Callow                             | Examina a influência da cultura gay na sociedade 50 anos depois da descriminalização da homossexualidade no Reino Unido                                                                              |
| 100 Men                                                           | Paul Oremland                                                 | Nova Zelândia                                       | Documentário                        | | O diretor sai em busca de 100 homens que ele havia conhecido através do sexo ao longo de 40 anos |
| 120 battements par minute                                         | Robin Campillo                                                | França                                              | Drama                               | Nahuel Pérez Biscayart, Arnaud Valois, Adèle Haenel, Antoine Reinartz, Felix Marituad, Médhi Touré               | Sobre a homossexualidade e o ativismo conscientizador do grupo ACT UP (AIDS Coalition to Unleash Power) em Paris nos anos 90                                                                         |
| À discrétion                                                      | Cédric Venail                                                 | França                                              | Drama                               | Sharif Andoura, Jacques Nolot, Sofia Teillet, Manu Lebrun                                                        | Um homem frequetna um clube de 'observação de pessoas' |
| Absolument trans                                                  | Stéphanie Cabre, Claire Duguet                                | França                                              | Documentário                        | Buck Angel, Bambi, Balian Buschbaum, Laverne Cox, Zackary Drucker, Caitlyn Jenner                                | Sobre a identidade e o movimento trans |
| Abu                                                               | Arshad Khan                                                   | Canadá                                              | Documentário                        | | Um homem gay examina seu relacionamento com seu pai muçulmano devoto |
| ACT! – Wer bin ich?                                               | Markus Tiarks, Rosa von Praunheim                             | Alemanha                                            | Documentário                        | Walid Al-Atiyat, Ali Brown, Moritz Degen, Hussein Eliraqui, Bekant Karadag, Yasmin Kirschner                     | [ 13 ] |
| Aeffetto Domino                                                   | Fabio Massa                                                   | Egito                                               | Drama                               | Fabio Massa, Mohamed Zouaoui, Ivan Bacchi, Cristina Donadio, Pietro De Silva                                     | Um homem recebe tristes notícias sobre sua fortuna que causam um efeito dominó em sua vida |
| After Louie                                                       | Vincent Gagliostro                                            | EUA                                                 | Drama                               | Alan Cumming, Zachary Booth, Sarita Choudhury, Joey Arias, Justin Vivian Bond, Patrick Breen                     | Um ativista luta pelo direito de pessoas soropositivas nos anos 80 e 90 |
| Against the Law                                                   | Fergus O'Brien                                                | Reino Unido                                         | Drama, Histórico                    | Daniel Mays, Richard Gadd, Charlie Creed-Miles, Mark Gatiss, Richard Dillane, David Robb                         | O romance um jornalista e um soldado em uma época onde a homossexualidade era crime no Reino Unido                                                                                                   |
| Al Berto                                                          | Vicente Alves do Ó                                            | Portugal                                            | Drama                               | Ricardo Teixeira, José Pimentão, Raquel Rocha Vieira, José Leite, Joana Almeida, Gabriela Barros                 | Sobre o poeta, pintor, editor e animador cultural português Al Berto |
| Alabama Bound                                                     | Lara Embry, Carolyn Sherer                                    | EUA                                                 | Documentário                        | | Explora a luta por direitos de famílias LGBT do sul dos EUA pela última década |
| Alaska Is a Drag                                                  | Shaz Bennett                                                  | EUA                                                 | Drama                               | Martin L. Washington Jr., Maya Washington, Matt Dallas, Christopher O'Shea, Jason Scott Lee, Margaret Cho        | trad. Alaska é o Lacre Uma aspirante a drag queen e sua irmã gêmea estão presos enlatando peixes no Alaska                                                                                           |
| Alex & Jaime                                                      | Brian Flaccus                                                 | EUA                                                 | Comédia, Drama, Ação                | Justene Alpert, Chadwick Hopson, Gentry White, Eden Malyn, Tamara Perry, Juliette Hing-Lee                       | Dividido em sete atos, segue um casal interpretado por diferentes atores em cada segmento |
| Alguma Coisa Assim                                                | Esmir Filho, Mariana Bastos                                   | Brasil                                              | Drama                               | Caroline Abras, André Antunes, Clemens Schick, Bruno Stierli, Juliane Elting, Knut Berger                        | Baseado no curta homônimo de 2006 |
| Alifu, the Prince/ss                                              | Wang Yu-lin                                                   | Taiwan                                              | Drama                               | Utjung Tjakivalid, Chao Yi-lan, Wu Pong-fong, Bamboo Chen, Cheng Jen-shuo                                        | A herdeira trans de um chefe tribal tem que decidir entre aceitar sua posição de liderança ou fazer sua transição de gênero                                                                          |
| All Male, All Nude                                                | Gerald McCullouch                                             | EUA                                                 | Documentário                        | Steven Marchi, Matt Frank, Michael Garcia, Matt Colunga, David Ohmann, Kelli Andrews                             | Sobre o único strip club nudista masculino dos Estados Unidos, localizado no meio do Bible Belt |
| Allure                                                            | Carlos e Jason Sanchez                                        | Canadá                                              | Suspense, Drama                     | Evan Rachel Wood, Julia Sarah Stone, Denis O'Hare, Maxim Roy                                                     | Também conhecido como A Worthy Companion Uma jovem faxineira convence uma adolescente a fugir com ela                                                                                                |
| Alpha Delta Zatan                                                 | Art Arutyunyan                                                | EUA                                                 | Terror, Mistério                    | Jeremy Winter, Jake Kidwell, Connor Field, Drake Malone, Jared Fleming, Steven Eleazer                           | Membros de uma fraternidade se tornam alvos de um assassino mascarado |
| Amok                                                              | Kasia Adamik                                                  | Polônia                                             | Crime, Suspense                     | Mateusz Kościukiewicz, Łukasz Simlat, Zofia Wichłacz, Jan Peszek, Magdalena Kuta, Bogdan Koca                    | Baseado na história de Krystian Bala, autor preso por um assassinato depois de publicar um livro detalhando o crime                                                                                  |
| L'amour des hommes                                                | Mehdi Ben Attia                                               | França, Tunísia                                     | Drama                               | Hafsia Herzi, Raouf Ben Amor, Haythem Achour, Sondos Belhassen, Karim Ait M'Hand, Oumaya Ben Hafsia              | Depois de perder o marido, uma mulher começa a tirar fotos de homens nas ruas, encorajada por seu sogro                                                                                              |
| Anathema                                                          | Derek Vitatoe                                                 | EUA                                                 | Drama                               | Angie Everhart, David Andrews, Patricia McKenzie, Don Wallace, Rodney Rowland, Jeremy Shranko                    | Uma detetive particular caça um assassino com a ajuda de um detetive policial |
| Anatomia del miracolo                                             | Alessandra Celesia                                            | Itália                                              | Drama                               | Fabiana Matarese, Giusy Orbinato, Sue Song                                                                       | Sobre três mulheres conectadas à mesma estátua milagrosa da virgem Maria; uma antropóloga ateísta cadeirante, uma transexual devota, e uma pianista coreana                                          |
| Anatomy of a Male Ballet Dancer                                   | David Barba, James Pellerito                                  | EUA                                                 | Documentário                        | Marcelo Gomes | trad. Marcelo Gomes - Anatomia de um dançarino Um retrato do bailarino brasileiro Marcelo Gomes |
| And Then There Was Eve                                            | Savannah Bloch                                                | EUA                                                 | Drama, Romance                      | Tania Nolan, Rachel Crowl, Mary Holland, Karan Soni, Anne Gee Byrd, John Kassir                                  | Uma mulher se apaixona por uma pianista enquanto procura por seu marido desaparecido |
| Anna and the Apocalypse                                           | John McPhail                                                  | Reino Unido                                         | Musical, Comédia, Terror            | Ella Hunt, Sarah Swire, Malcolm Cumming, Christopher Leveaux, Paul Kaye, Ben Wiggins                             | Uma jovem e seus amigos devem protejer sua cidade dos zumbis na noite de natal |
| Los años azules                                                   | Sofía Gómez Córdova                                           | México                                              | Drama, Comédia                      | Paloma Domínguez, Luis Velázquez, Natalia Gómez, Vázquez Juan, Carlos Huguenin, Ilse Orozco, Toffu               | Um gato arrisco e uma casa velha são testemunhas do drama rodeando cinco jovens que vivem juntos |
| Another Yeti a Love Story: Life on the Streets                    | Adam Deyoe, Eric Gosselin                                     | EUA                                                 | Comédia, Fantasia                   | Adam Malamut, Dave Zakheim, Michael Price, Phoenix Askani, Whitney Moore, Jim Martin                             | O pai solteiro de um bebê yeti entra para o mundo da prostituição quando seu filho é raptado |
| Antonio Lopez 1970: Sex Fashion & Disco                           | James Crump                                                   | EUA                                                 | Documentário                        | Jerry Hall, Jessica Lange, Jane Forth, Grace Coddington, Bill Cunningham                                         | Sobre o ilustrador da moda porto-riquenho Antonio Lopez |
| Anything                                                          | Timothy McNeil                                                | EUA                                                 | Romance, Drama                      | John Carroll Lynch, Matt Bomer, Maura Tierney, Margot Bingham, Michael Boatman                                   | Um viúvo se muda para Los Angeles depois de uma tentativa de suicídio e se apaixona por sua vizinha trans prostituta                                                                                 |
| The Archer                                                        | Valerie Weiss                                                 | EUA                                                 | Ação, Drama, Suspense               | Bailey Noble, Jeanine Mason, Michael Grant Terry, Bill Sage, Dendrie Taylor, Kyanna Simone Simpson               | Uma campeã de arquearia foge de um centro de detenção juvenil com outra jovem e as duas tentam sobreviver nas montanhas, sendo perseguidas por alguém                                                |
| Aria                                                              | Émilie Jouvet                                                 | França                                              | Documentário                        | Émilie Jouvet | Sobre os pais, a família, e a identidade queer |
| The Arrangement                                                   | Julie Labagnara                                               | EUA                                                 | Drama, Romance                      | Kari Alison Hodge, Cassandra Nuss, Tyler Ecklund, Frania del Carmen, Jason Roeser, Elaine Cook                   | Uma mulher lésbica volta para casa depois de 2 anos e descobre que seus pais arranjaram seu casamento com um rico empresário                                                                         |
| Artykul osiemnasty                                                | Bartosz Staszewski                                            | Polônia                                             | Documentário                        | Adam Bodnar, Jacek Dehnel, Aneta Dekowska, Agnieszka Graff                                                       | Sobre a luta pelo casamento entre pessoas do mesmo sexo na Polônia |
| Atomic Blonde                                                     | David Leitch                                                  | EUA                                                 | Ação                                | Charlize Theron, James McAvoy, John Goodman, Til Schweiger, Eddie Marsan, Sofia Boutella, Toby Jones             | |
| ATOPOS, generi teatranti                                          | Alberto Amoretti                                              | Itália                                              | Documentário                        | Gabriele Dario Belli, Cesare Benedetti, Laura Caruso, Nicole De Leo                                              | Segue uma companhia de teatro que inclui atores profissionais e não-profissionais cis e trans |
| Aujourd'hui, rien                                                 | Christophe Pellet                                             | França                                              | Drama, Documentário                 | Pierre Emö, Sergio Daniel Ramirez, Yuming Hey                                                                    | Docudrama que segue os diários de dois escritores com um destino trágico |
| Avsar                                                             | Mohit Goswami                                                 | Índia                                               | Drama, Romance                      | Anuj Jain, Vikrant Verma, Apurva Chowdhary, Raj Hanchanale                                                       | Mostra a vida e os relacionamentos de um homem gay trabalhador contemporâneo |
| Awakening Love (鈕扣)                                             | Li Si-Wei                                                     | China                                               | Drama, Romance                      | Wang Zi-Tong, Cui Er-Kang, Meng Lu-Chuan, Zhang Ying, Chen Hua-Wei                                               | Um rapaz se apaixona por um boxeador de sua faculdade mas os dois tem namoradas |
| Axolotl Overkill                                                  | Helene Hegemann                                               | Alemanha                                            | Drama                               | Jasna Fritzi Bauer, Arly Jover, Mavie Hörbiger, Laura Tonke, Julius Feldmeier, Hans Löw                          | Uma adolescente se apaixona por uma mulher mais velha, que é uma criminosa de colarinho branco |
| Ayer Maravilla Fuí                                                | Gabriel Mariño                                                | México                                              | Ficção Científica                   | Hoze Meléndez, Sonia Franco, Siouzana Melikián, Rubén Cristiany                                                  | Uma pessoa destinada a mudar de corpo constantemente procura sua alma gêmea |
| Ayer te quise, mañana no sé                                       | Pablo Arredondo                                               | México                                              | Comédia                             | Fernanda Basurto, Daniel Ortiz, Karina Lechuga, María José Bernal, Daniel M. Cervantes                           | Uma escritora tentando terminar seu primeiro livro fica obcecada pelo homem errado |
| B&B                                                               | Joe Ahearne                                                   | Reino Unido                                         | Suspense                            | Sean Teale, Paul McGann, Tom Bateman, Callum Woodhouse, James Tratas, Claire Rammelkamp                          | Um casal gay passa um fim de semana na pensão de um homem cristão, mas as coisas logo viram sinistras                                                                                                |
| Baibai bôizu (売買ボーイズ)                                       | Itako                                                         | Japão                                               | Documentário, Animação              | | Entrevistas e animações retratando as vidas de prostitutos do distrito de Shinjuku em Tóquio |
| Bárbara                                                           | John Petrizzelli                                              | Venezuela                                           | Drama                               | Alberto Alifa, Rey García, María Jiménez, Gonzalo Cubero                                                         | Uma travesti de meia idade rouba uma bolsa valiosa e conhece um jovem camponês que está fugindo de um cartel                                                                                         |
| Barbi D’ Wonder Beki                                              | Tony Y. Reyes                                                 | Filipinas                                           | Comédia                             | Paolo Ballesteros, Joey de Leon, Joey Marquez, Nikki Valdez, Smokey Manaloto, Ejay Falcon                        | Sobre um jovem gay de uma família de policiais conservadores |
| Battle of Soho                                                    | Aro Korol                                                     | Reino Unido                                         | Documentário                        | Stephen Fry, Jeff Kristian, Lindsay Kemp, Jenny Runacre, Philip Sallon, Peter Tatchell                           | [ 51 ] |
| Battle of the Sexes                                               | Jonathan Dayton, Valerie Faris                                | EUA, Reino Unido                                    | Comédia, Drama                      | Emma Stone, Steve Carell, Andrea Riseborough, Sarah Silverman, Bill Pullman, Alan Cumming                        | Vagamente baseado na partida entre Billie Jean King e Bobby Riggs |
| Bd. Voltaire                                                      | Alexandre Vallès                                              | França                                              | Drama                               | Alexandre Vallès, André Schneider, Bastien Gabriel, Walter Billoni, Rudy Blanchet, Xavier Théoleyre              | Um grupo de amigos sai para se divertir em Paris na noite de 13 de Novembro de 2015 |
| Beach Rats                                                        | Eliza Hittman                                                 | EUA                                                 | Drama                               | Harris Dickinson, Madeline Weinstein, Kate Hodge, Neal Huff                                                      | Um jovem faz sexo com homens, mas não se identifica como nada além de hétero |
| BEAN                                                              | Emilie Bunnell                                                | EUA                                                 | Documentário                        | Alana Duran, Lori Interlicchio                                                                                   | Duas jovens se conhecem pelo Tinder e começam um relacionamento, mas semanas depois uma delas revela que tem Lúpus e espera um transplante de rim há anos                                            |
| Bear Creek                                                        | George Climer                                                 | EUA                                                 | Terror                              | Leana Lewis, Elijah Barrett, Christopher Thomas Robert Brown                                                     | Um grupo de ursos saem para acampar e são caçados por um sociopata |
| Bebe                                                              | Yair Qedar, Ilan Peled                                        | Israel                                              | Comédia                             | | Mocumentário sobre uma atriz trans sobrevivente do holocausto que entrevista pessoas trans famosas da vida real                                                                                      |
| Becks                                                             | Daniel Powell, Elizabeth Rohrbaugh                            | EUA                                                 | Drama, Musical                      | Lena Hall, Mena Suvari, Christine Lahti, Dan Fogler, Hayley Kiyoko, Michael Zegen                                | Uma música volta a morar com sua mãe após um término terrível |
| Before Homosexuals                                                | John Scagliotti                                               | EUA                                                 | Documentário                        | Christopher Dawes, Brad Griffith, Dean Hamer, Steven Liang, Lauren LoGiudice, Richard M. Wizansky                | Mostra o impacto da homossexualidade ao longo da história, presente em várias culturas |
| Before I Got Famous                                               | Giovanna Sarquis                                              | EUA                                                 | Comédia                             | | Um imigrante chinês gay tenta conseguir papéis em Hollywood |
| Behind the Curtain: Todrick Hall                                  | Katherine Fairfax Wright                                      | EUA                                                 | Documentário                        | Wayne Brady, Brenda Cornish, Todrick Hall, Chester Lockhart, Jesse Pattinson, Vonzell Solomon                    | Por trás das cenas e o processo criativo do musical Straight Outta Oz do youtuber, ator, e cantor Todrick Hall                                                                                       |
| Berlin Drifters (伯林漂流)                                        | Kôichi Imaizumi                                               | Japão                                               | Drama, Erótico                      | Lyota Majima, Kôichi Imaizumi, Mioo Satô, Michael Selvaggio, Claude Kolz, Toby Ashraf                            | Um homem viaja para Berlim para encontrar um namorado da internet, mas quando este o rejeita ele fica na casa de outro japonês                                                                       |
| Berenice Procura                                                  | Allan Fiterman                                                | Brasil                                              | Drama                               | Cláudia Abreu, Valentina Sampaio, Eduardo Moscovis, Caio Manhente, Vera Holtz, Emilio Dantas                     | |
| Between the Shades                                                | Jill Salvino                                                  | EUA                                                 | Documentário                        | Kathy Najimy, Yuval David, Madonna Cacciatore, Beth Malone, Lester Greene, Vincent Ford                          | 50 entrevistas que exploram as várias facetas da homossexualidade por algo que conecta a todos: o amor                                                                                               |
| Das Beziehungskonto                                               | Roland Schimmel-Pfennig                                       | Alemanha                                            | Drama, Crime                        | Roland Schimmel-Pfennig, Dorothea Tausch, Lars Wester, Kornelia Baron, Guide Drell                               | Um florista tenta filmar um musical com a ajuda de seu marido, sua melhor amiga, e um casal vizinho                                                                                                  |
| Bi China (双)                                                     | Tingting Wei                                                  | Chine                                               | Documentário                        | | Explora as experiências de pessoas bissexuais na China |
| Bing lang xue (槟榔血)                                            | Hu Jia                                                        | Hong Kong                                           | Drama                               | Bingrui Zhao, Yue Yue, Shen Shi Yu                                                                               | Também conhecido como The Taste of Betel Nut Um trio poliamoroso testa os limites de uma sociedade restritiva                                                                                        |
| Body of Deceit                                                    | Alessandro Capone                                             | Itália                                              | Mistério, Romance, Suspense         | Kristanna Loken, Antonio Cupo, Sarai Givaty, Giulio Berruti, Joe Azzopardi, Wesley Ellul                         | trad. Desejo do Corpo Depois de sofrer um acidente em Malta, uma escritora perde a memória |
| Bones of Contention                                               | Andrea Weiss                                                  | EUA, Espanha                                        | Documentário                        | Miguel Ángel Muñoz, Laura García Lorca, Emilio Silva, Antoni Ruiz, Isabel Franc, Empar Pineda                    | Sobre pessoas LGBT durante o regime fascista espanhol |
| The Book of Birdie                                                | Elizabeth E. Schuch                                           | Reino Unido                                         | Fantasia                            | Ilirida Memedovski, Suzan Crowley, Kymberly Mellen, Kathryn Browning, Kitty Hall, Kati Brazda                    | trad. O Livro de Birdie Uma adolescente assolada por visões é internada em um convento para sua própria proteção                                                                                     |
| Boom for Real: The Late Teenage Years of Jean-Michel Basquiat     | Sara Driver                                                   | EUA                                                 | Documentário                        | Jean-Michel Basquiat, Michael Holman                                                                             | Sobre a vida do artista americano Jean-Michel Basquiat nos anos antes da fama |
| Brad's Status                                                     | Mike White                                                    | EUA                                                 | Comédia, Drama                      | Ben Stiller, Austin Abrams, Jenna Fischer, Michael Sheen, Luke Wilson, Jemaine Clement                           | trad. O Estado das Coisas Um homem leva seu filho para ver possíveis universidades e reencontra um velho amigo que o faz se sentir inferior                                                          |
| Breaking the Silence                                              | Julia Reihs                                                   | Suíça, EUA                                          | Documentário                        | | Sobre cinco veteranos do Oregon que foram forçados a se manter no armário por causa da política Don't ask, don't tell                                                                                |
| Brotherly Love                                                    | Anthony J. Caruso                                             | EUA                                                 | Drama                               | Anthony J. Caruso, Derek Babb, Chance McKee, David Blackwell, Gerald Brodin                                      | Um homem deve escolher entre seus votos e o homem que ama |
| Bruma                                                             | Max Zunino                                                    | México, Alemanha                                    | Drama                               | Sofía Espinosa, Claudette Maillé, Esther Maria Pietsch, Dieter Rita Scholl, Harry Baer, Juan Carlos Colombo      | trad. Névoa Depois de descobrir que está grávida, uma jovem vai para Berlim à procura de seu pai |
| Bujang (분장)                                                     | Yeon-Woo Nam                                                  | Coreia do Sul                                       | Drama                               | Yong-Jin Choi, Myung-soo Han, Seung-chan Lee, Soo-Kwang Lee, Jeong-yeong Kim, Jo-a Yang                          | Um ator cisgênero é escalado para o papel de uma mulher trans e percebe similaridades entre a personagem e sua própria história                                                                      |
| A Bus Stop                                                        | Willy Evans                                                   | EUA                                                 | Drama                               | Ben Deghand, Mark Young                                                                                          | O mundo de um homem sozinho em uma nova cidade grande muda quando ele decide ir em um encontro com outro                                                                                             |
| Ça parle d'amour                                                  | Joseph Truflandier                                            | França                                              | Documentário                        | Joseph Truflandier                                                                                               | Dois homens tentam se apaixonar um pelo outro seguindo três padrões predeterminados: paixão, intimidade, e comprometimento                                                                           |
| The Cakemaker                                                     | Ofir Raul Grazier                                             | Israel, Alemanha                                    | Drama                               | Sarah Adler, Zohar Strauss, Tim Kalkhof, Roy Miller, Tamir Ben-Yehuda                                            | trad. O Confeiteiro Um confeiteiro alemão vai à Israel depois da morte de seu amante casado e acaba arranjando trabalho na cafeteria da viúva dele                                                   |
| Call Me by Your Name                                              | Luca Guadagnino                                               | Itália, EUA, França, Brasil                         | Drama                               | Armie Hammer, Timothée Chalamet, Michael Stuhlbarg, Amira Casar, Victoire Du Bois                                | Baseado no romance homônimo de André Aciman |
| El camino del gato                                                | Pamela Robin                                                  | El Salvador                                         | Drama                               | Eduardo Jover, Amparo Climent, Henrry Urbina, Jennifer Valiente, Karen Castillo, Ricky Mina                      | Um jovem gay retorna para casa depois de cinco anos para o aniversário de seu pai |
| Cargo                                                             | Gilles Coulier                                                | Bélgica                                             | Drama                               | Josse De Pauw, Wennie De Ruyck, Sebastien Dewaele, Sam Louwyck, Roda Fawaz, Luc Dufourmont                       | Três irmão donos do negócio de pescaria da família tentam salvá-lo da ruína depois que seu pai entra em coma                                                                                         |
| The Carmilla Movie                                                | Spencer Maybee                                                | Canadá                                              | Romance, Fantasia                   | Natasha Negovanlis, Elise Bauman, Dominique Provost-Chalkley, Annie M. Briggs, Kaitlyn Alexander                 | Baseado na websérie Carmilla, que por sua vez é baseada no romance homônimo de Sheridan Le Fanu |
| Carnage: Swallowing the Past                                      | Simon Amstell                                                 | Reino Unido                                         | Comédia                             | Simon Amstell, Linda Bassett, Martin Freeman, Eileen Atkins, Joanna Lumley, Lindsay Duncan                       | Mocumentário ambientado em 2067, onde o Reino Unido inteiro é vegano |
| Carpinteros                                                       | José María Cabral                                             | República Dominicana                                | Drama                               | Jean Jean, Judith Rodríguez, Ramón Emilio Candelario, Manuel Raposo, Carlota Carretero, Aleja Johnson            | |
| Casa da Xiclet                                                    | Sofia Amaral                                                  | Brasil                                              | Documentário                        | Laerte Coutinho, Adriana Xiclet                                                                                  | Sobre a galeria de arte homônima em São Paulo e a mulher que a fundou 20 anos atrás |
| Casa Roshell                                                      | Camila José Donoso                                            | México                                              | Documentário                        | Roshell Terranova, Liliana Alba, Lia García, Diego Alberico, Cristian Aravena                                    | Há mais de quinze anos a Casa Roshell recebe mulheres trans e as ajudam em suas transições de gênero                                                                                                 |
| Casting                                                           | Nicolas Wackerbarth                                           | Alemanha                                            | Comédia, Drama                      | Toby Ashraf, Susanne Beier, Milena Dreißig, Judith Engel, Stephan Grossmann, Tim Kalkhof                         | Um remake de Die bitteren Tränen der Petra von Kant de 1972 |
| Cat Skin                                                          | Daniel Grasskamp                                              | Reino Unido                                         | Drama, Romance                      | Faye Sewell, Jodie Hirst, Isaac Money, Caroline Oakes, Graham Cawte, Pip Henderson                               | Uma jovem estudante de fotografia se apaixona por uma bela estudante de música, mas circunstânceas ameaçam separá-las                                                                                |
| Caught in a Landslide                                             | Wade Radford, Wesley Strong                                   | Reino Unido                                         | Drama                               | Robbie Manners, Wade Radford, Benjamin Pascoe                                                                    | [ 84 ] |
| A Change of Heart                                                 | Kenny Ortega                                                  | EUA                                                 | Comédia                             | Virginia Madsen, Aimee Teegarden, Cody Horn, Dawn Olivieri, Jim Belushi, Kathy Najimy                            | Um homem conservador tem um ataque cardíaco e é salvo pelo transplante de coração de uma drag queen porto-riquenha                                                                                   |
| Changing Partners                                                 | Dan Villegas                                                  | Filipinas                                           | Musical, Drama                      | Agot Isidro, Jojit Lorenzo, Sandino Martin, Anna Luna                                                            | Uma história de amor mostrada pela perspectiva de diferentes gêneros para mostrar como funciona um relacionamento de verdade                                                                         |
| Chavela                                                           | Catherine Gund, Daresha Kyi Hauptsächlich                     | EUA                                                 | Documentário                        | Chavela Vargas                                                                                                   | Um retrato da cantora e atriz lésbica Chavela Vargas |
| Cherry Pop                                                        | Assaad Yacoub                                                 | EUA                                                 | Musical, Comédia                    | Lars Berge, Detox, Patrick Holt, Bob the Drag Queen, Misty Violet, Mayhem Miller                                 | Um homem hétero aspirante a drag queen estreia em uma boate justamente na noite em que a maior estrela do lugar se recusa a se apresentar                                                            |
| Chi salverà le rose?                                              | Cesare Furesi                                                 | Itália                                              | Drama, Romance                      | Lando Buzzanca, Carlo Delle Piane, Antonio Careddu, Philippe Leroy, Caterina Murino, Guenda Goria                | A história de amor entre dois idosos, um doente preso à sua cama, e o outro um apostador que cuida dele                                                                                              |
| Chotto imakara shigoto yametekuru (ちょっと今から仕事やめてくる)  | Izuru Narushima                                               | Japão                                               | Drama                               | Sota Fukushi, Asuka Kudo, Haru Kuroki, Yasuo Katoh, Touta Tawaragi, Taiyo Kawashita                              | Um trabalhador de escritório sobrecarregado é salvo da morte por um antigo colega |
| Chronic                                                           | Mohamed Sabbah                                                | Líbano, Alemanha                                    | Drama                               | Charbel Kamel, Mohamad Al Khansa, Caroline Hatem, Antoine Bresse                                                 | Um fotógrafo que perdeu seu amante covida três pessoas com suas próprias mágoas para participarem de seu projeto                                                                                     |
| Clive Davis: The Soundtrack of Our Lives                          | Chris Perkel                                                  | EUA                                                 | Documentário                        | Clive Davis, Alicia Keys, Paul Simon, Art Garfunkel, Sean Combs, Jimmy Iovine                                    | A vida e trabalho do produtor musical Clive Davis |
| A Closer Walk with Thee                                           | John C. Clark, Brie Williams                                  | EUA                                                 | Drama, Terror                       | Aj Knight, Gregory Shelby, Kelsey Boze, Megan Hensley, Taylor Napier                                             | Quatro jovens missionários vão para uma vizinhança perigosa, mas surgem problemas quando um deles se apaixona pelo líder do grupo                                                                    |
| Coby                                                              | Christian Sonderegger                                         | França                                              | Documentário                        | Coby, Jacob Hunt, Sara Mound, Ellen Richards-Hunt                                                                | Sobre um jovem trans e sua família em Ohio |
| Cold Breath                                                       | Abbas Raziji                                                  | Irã                                                 | Drama                               | Bita Baadraan, Kimia Mollaee, Majid Mozaffari, Nader Naderpour, Ezzatollah Ramazanifar                           | [ 95 ] |
| Coming Out: A 50 Year History                                     | Phil Siegel                                                   | EUA                                                 | Documentário                        | Jazz Jennings | Uma adolescente trans narra 50 anos da história LGBT |
| Como la espuma                                                    | Roberto Pérez Toledo                                          | Espanha                                             | Comédia, Drama                      | Sara Salamo, Diego Martinez, Daniel Muriel, Nacho San Jose, Carlo D'Ursi, Maria Cotiello                         | Para animar seu namorado paraplégico, um homem organiza uma festa de aniversário onde centenas de pessoas aparecem para uma orgia                                                                    |
| Como Nossos Pais                                                  | Laís Bodanzky                                                 | Brasil                                              | Drama                               | Maria Ribeiro, Paulo Vilhena, Clarisse Abujamra, Jorge Mautner, Sophia Valverde                                  | |
| Il contagio                                                       | Matteo Botrugno, Daniele Coluccini                            | Itália                                              | Drama                               | Vincenzo Salemme, Vinicio Marchioni, Anna Foglietta, Giulia Bevilacqua, Maurizio Tesei, Daniele Parisi           | Segue as vidas de quatro vizinhos em um complexo de apartamentos de baixa renda |
| Copa 181                                                          | Dannon Lacerda                                                | Brasil                                              | Drama                               | Carlos Takeshi, Simone Mazzer, Silvero Pereira, Caetano O'Maihlan, Gabriel Canella, Otto Jr.                     | A rotina de um casal é afetada quando eles conhecem uma travesti que se apresenta em um bar perto de sua casa                                                                                        |
| Corpo Elétrico                                                    | Marcelo Caetano                                               | Brasil                                              | Drama                               | Kelner Macêdo, Lucas Andrade, Welket Bungué, Georgina Castro, Ana Flavia Cavalcanti, Nash Laila                  | |
| El Corral                                                         | Sebastián Caulier                                             | Argentina                                           | Drama, Suspense                     | Patricio Penna, Felipe Ramusio Mora, Camila Rabinovich, Valeria Lois, Diego De Paula, José Mehrez                | trad. O Rebanho Dois adolescentes antisociais decidem espalhar o pânico em sua escola cometendo atos de vandalismo                                                                                   |
| Cruzeiro Seixas - As Cartas do Rei Artur                          | Cláudia Rita Oliveira                                         | Portugal                                            | Documentário                        | Cruzeiro Seixas, Mário Cesariny de Vasconcelos, Andre Albuquerque, Joana Manuel                                  | Sobre a poesia de Cruzeiro Seixas dedicada à Mário Cesariny, seu grande amor |
| Cuentos de chacales                                               | Martín Farina                                                 | Argentinas                                          | Documentário                        | Francisco Cruzans                                                                                                | Segue um garoto de Buenos Aires, do seu nascimento até os 25 anos |
| Cuernavaca                                                        | Alejandro Andrade                                             | México                                              | Drama                               | Carmen Maura, Emilio Puente, Mariana Gajá, Moisés Arizmendi, Diego Alvarez Garcia, Dulce Domínguez               | Depois de um evento traumático, um menino vai morar com sua avó em Cuernavaca, onde tenta encontrar seu pai                                                                                          |
| The Cured                                                         | David Freyne                                                  | Irlanda                                             | Terror, Drama                       | Elliot Page, Sam Keeley, Tom Vaughan-Lawlor, Stuart Graham, Lesley Conroy, Chelsea Debo                          | trad. Os Curados Depois do desenvolvimento de uma vacina que cura os 'mortos vivos', os ex-zumbis são discriminados pela sociedade                                                                   |
| Daburu mintsu (ダブルミンツ)                                      | Eiji Uchida                                                   | Japão                                               | Drama                               | Yasushi Fuchikami, Shunsuke Tanaka, Shunpei Kawagoishi, Kenta Suga, Ami Tomite, Kazuya Takahashi                 | Também conhecido como Double Mints Dois homens que tem o mesmo nome e estudaram juntos se reencontram anos depois e se tornam parceiros de crime                                                     |
| The Dark Mile                                                     | Gary Love                                                     | Reino Unido                                         | Suspense                            | Finlay MacMillan, Sheila Hancock, Deirdre Mullins, Rebecca Calder, Paul Brannigan, Marcia Rose                   | Um casal de lésbicas viaja de barco pelas Terras Altas depois de uma tragédia pessoal, mas quando as duas encontram os habitantes suas férias se tornam sinistras                                    |
| Dating My Mother                                                  | Mike Roma                                                     | EUA                                                 | Comédia                             | Patrick Reilly, Kathryn Erbe, Kathy Najimy, Michael Rosen, James Le Gros, Paul Iacono                            | Explora a relação tumultuosa entre uma mãe solteira e seu filho gay enquanto os dois navegam pelo mundo do namoro online                                                                             |
| Deadma Walking                                                    | Julius Alfonso                                                | Filipinas                                           | Comédia                             | Edgar Allan Guzman, Joross Gamboa, Gerald Anderson, Ricci Chan, Eugene Domingo, Candy Pangilinan                 | A amizade entre dois homens gays é testada quando um deles descobre que tem uma doença terminal e o outro deve ajudá-lo a fingir sua morte e planejar um funeral falso                               |
| Dear Fredy                                                        | Rubi Gat                                                      | Israel                                              | Documentário, Animação              | | Sobre Freddy Hirsch, homem judeu abertamente gay que cuidava de 600 crianças em uma creche de Auschwitz                                                                                              |
| The Death and Life of Marsha P. Johnson                           | David France                                                  | EUA                                                 | Documentário                        | Kurt Wolfe, Sue Yacka, Catherine Shugrue Dos Santos, Victoria Cruz                                               | trad. A Morte e a Vida de Marsha P. Johnson Explora a vida, o ativismo, e a morte de Marsha P. Johnson                                                                                               |
| Death of a Poetess                                                | Dana Goldberg, Efrat Mishori                                  | Israel                                              | Drama                               | Evgeniya Dodina, Y. Goldberg, Samira Saraya                                                                      | Segue duas histórias paralelas; a de uma enfermeira sendo interrogada pela polícia, e de uma pesquisadora renomada em seus últimos dias de vida                                                      |
| La débutante                                                      | Lena Tosta                                                    | França                                              | Documentário                        | | Uma jornada pela vida de uma mulher trans de 56 anos |
| La declaración de los objetos                                     | Cristóbal Arteaga Rozas                                       | Espanha, Chile                                      | Drama                               | Xoana Baz, Aroa Berjón, Mayka Arias                                                                              | Uma mulher lésbica é maltratada pela família homofóbica e a namorada abusiva |
| The Deep Sky                                                      | Frazer Bradshaw                                               | EUA                                                 | Drama                               | Sarah Rose Butler, Olta Desiderio, Amani Dorn, Luise Helm, Kelechi Nwadibia, Christopher Pieri                   | Um casal decidem abrir seu relacionamento e conhecem uma alemã misteriosa |
| Deviance                                                          | James Hennigan                                                | EUA                                                 | Suspense                            | James Hennigan, Tracey Allyn, Greg Thompson, Tim Torre, Melissa B. Robinson, Daniel Alfonso Contreras            | Dois jovens gays tentam esconder seus crimes de sua pequena cidade |
| Diane a les épaules                                               | Fabien Gorgeart                                               | França                                              | Comédia, Drama                      | Clotilde Hesme, Fabrizio Rongione, Thomas Suire, Grégory Montel, Alice Butaud, Olivier Rabourdin                 | trad. O Poder de Diane Uma mulher aceita ser barriga de aluguel para seus amigos gays mas acaba se apaixonando por um homem na mesma época                                                           |
| Diários de Classe                                                 | Igor Souza, Maria Carolina Da Silva                           | Brasil                                              | Documentário                        | | Segue as rotinas de três mulheres; uma jovem trans, uma mãe na prisão. e uma empregada |
| Los días más oscuros de nosotras                                  | Astrid Rondero                                                | México                                              | Drama                               | Sophie Alexander-Katz, Florencia Ríos, Adolfo Madera, Yeray Albelda                                              | Após a morte da irmã, uma mulher retorna à Tijuana para enfrentar seus traumas |
| Ding zhi nan you (订制男友)                                       | Fu Kuo-Liang                                                  | China                                               | Drama                               | Sky Li, Lu Josh, Su Bai, Song Hao Feng                                                                           | Também conhecido como Customized Companion Perdendo a paixão depois de anos juntos, dois homens procuram afeto em um aplicativo que cria um companheiro virtual                                      |
| Discreet                                                          | Travis Mathews                                                | EUA                                                 | Drama                               | Jonny Mars, Atsuko Okatsuka, Joy Cunningham, Jordan Elsass, João Federici, Ed Hattaway                           | Um excêntrico andarilho gay retorna à casa onde cresceu e descobre que o homem que o abusou durante a infância ainda está vivo                                                                       |
| Disobedience                                                      | Sebastián Lelio                                               | Reino Unido                                         | Drama                               | Rachel Weisz, Rachel McAdams, Alessandro Nivola, Anton Lesser                                                    | Baseado no romance homônimo de Naomi Alderman |
| Dispatches from Cleveland                                         | Catherine Gund                                                | EUA                                                 | Documentário                        | | Segue cinco pessoas comuns protestando contra a brutalidade policial e a discriminação social em Cleveland após o assassinato de Tamir Rice                                                          |
| The Doom Troubadour                                               | Rémy Yadan                                                    | França                                              | Documentário                        | | Mostra luta contra a AIDS e o ativismo LGBT no começo dos anos 2000 em Paris, Nova Iorque, e São Francisco                                                                                           |
| Dormitoryo: Mga Walang Katapusang Kwarto                          | Emerson Reyes                                                 | Filipinas                                           | Comédia                             | Ces Quesada, Charles Aaron, Salazar Vandolph, Kate Alejandrino, Jun Sabayton, Wowie De Guzman                    | [ 123 ] |
| Dream Boat                                                        | Tristan Ferland Milewski                                      | Alemanha                                            | Documentário                        | Michael A., Amit, Michael Anastasio, Ansgar, Daniel B.                                                           | Cinco homens de diferentes nacionalidades estão em um cruzeiro gay |
| Dries                                                             | Reiner Holzemer                                               | Alemanha, Bélgica                                   | Documentário                        | Dries Van Noten, Iris Apfel, Pamela Golbin, Geert Brulot                                                         | Mostra a vida pessoal e processo criativo do designer de moda Dries Van Noten |
| Driver (คนขับรถ)                                                   | Thitipan Raksasat                                             | Tailândia                                           | Suspense, Drama                     | Puri Hiranpruk, Sita Chutipaworakarn, Kawin Imanothai, Patipol Nakhaprasertkul                                   | Uma mulher procura por seu marido desaparecido com a ajuda do chofer dele |
| Eccomi … Eccoti (ها أنا ... ها أنت)                               | Raed Rafei                                                    | Líbano, Itália                                      | Documentário                        | | Explora a realidade de ser gay em Beirute ao seguir o relacionamento à distância de um homem e seu namorado italiano                                                                                 |
| Electro-Pythagorus (a portrait of Martin Bartlett)                | Luke Fowler                                                   | Canadá, Reino Unido                                 | Documentário                        | Martin Bartlett                                                                                                  | Sobre Martin Bartlett, pioneiro da música eletrônica canadense que faleceu em decorrência da AIDS em 1993                                                                                            |
| Elijah's Ashes                                                    | Ryan Barton-Grimley                                           | EUA                                                 | Comédia, Drama                      | Ari Schneider, Ryan Barton-Grimley, Toni Charline, Christinna Chauncey, Matthew Craig, Jana Savage               | Um homem gay deve sair em uma jornada com seu meio-irmão homofóbico para enterrar as cinzas do pai                                                                                                   |
| Elles s'aiment depuis 20 ans                                      | Ybao Benedetti                                                | França                                              | Comédia                             | Muriel Robin, Michèle Laroque                                                                                    | Duas mulheres falam sobre seu relacionamento tumultuoso |
| Embrasse-moi!                                                     | Cyprien Vial, Océane Michel                                   | França                                              | Comédia, Romance                    | Océan Michel, Alice Pol, Grégory Montel, Sophie-Marie Larrouy, Rudy Milstein, Laure Calamy                       | Uma osteopata namoradeira com uma família maluca se apaixona por uma artista reservada |
| En algun lugar                                                    | Tadeo Garcia                                                  | México, EUA                                         | Drama, Romance, Comédia             | Andrew Saenz, Nelson Rodriguez, Christopher Acevedo, Charin Alvarez, Debbie Baños, Richard Cotovsky              | Um casal gay tem que lutar para ficar juntos quando o status de um deles como imigrante ilegal nos EUA é revelado                                                                                    |
| En tránsito                                                       | Constanza Gallardo                                            | Chile                                               | Documentário                        | Constanza Gallardo, Felipe Garrido G.                                                                            | Entrevista quatro pessoas trans enquanto caminham pelas ruas |
| Entraña                                                           | Jair Torres Baizabal                                          | México                                              | Mistério, Drama                     | José Pablo Coarasa, Rafael Amador Martínez                                                                       | Um casal gay visita um chalé na floresta para tentar consertar seu relacionamento e se despedir de um amigo                                                                                          |
| Entre deux sexes                                                  | Régine Abadia                                                 | França                                              | Documentário                        | Vincent Guillot, Ins A Kromminga                                                                                 | Sobre a luta intersexo contra as normas de gênero restritivas da sociedade |
| Les envoûtés                                                      | François Zabaleta                                             | França                                              | Drama                               | Beatrice Champanier, Francois Zabaleta, Aude Magliano, Francoise Rico, Monde Verhaeghe                           | [ 136 ] |
| Épouse-moi mon pote                                               | Tarek Boudali                                                 | França                                              | Comédia                             | Tarek Boudali, Philippe Lacheau, Charlotte Gabris, David Marsais, Julien Arruti, Philippe Duquesne               | |
| L'épreuve d'amour                                                 | Arnaud Sélignac                                               | França                                              | Drama                               | Marie-Josée Croze, Fred Testot, Grégoire Plantade, Jeanne Guittet, Jessica Tougloh, Colette Kraffe               | Um casamento de 20 anos é posto à prova quando uma esposa vê seu marido usando roupas femininas |
| Escape (逃离)                                                     | Hu Ranran                                                     | China                                               | Drama                               | Zhang Yuge | Segue a jornada de auto-descobrimento de uma garota trans |
| Escape from Rented Island: The Lost Paradise of Jack Smith        | Jerry Tartaglia                                               | EUA                                                 | Documentário                        | Jack Smith, Mario Montez, Beverly Grant, Tony Conrad, Agosto Machado, Francis Francine                           | Sobre o cineasta Jack Smith e seus filmes perdidos |
| Etiqueta No Rigurosa                                              | Cristina Herrera Borquez                                      | México                                              | Documentário                        | Felipe Nájera | Segue um casal gay se preparando para seu casamento, apesar de não ser legal |
| Everything Is Free                                                | Brian Jordan Alvarez                                          | EUA                                                 | Comédia, Romance, Drama             | Brian Jordan Alvarez, Morgan Krantz, Peter Vack, Jason Greene, Judilin Bosita, Stephanie Koenig                  | Um pintor americano gay vivendo na Colômbia recebe a visita de seu melhor amigo e o irmão hétero deste                                                                                               |
| Extraordinary Teens: My Gay Life                                  | Mel Beer                                                      | Reino Unido                                         | Documentário                        | | Mostra como é crescer gay no século XXI ao seguir um garoto dos 11 aos 17 anos |
| The Fabulous Allan Carr                                           | Jeffrey Schwarz                                               | EUA                                                 | Documentário                        | Allan Carr, Randal Kleiser, Sherry Lansing, Steve Guttenberg, Lorna Luft, Alana Stewart                          | Sobre Allan Carr, produtor, gerente, e gênio de marketing de Chicago dos anos 70 |
| Fags in the Fast Lane                                             | Josh Collins, Sinbad Collins                                  | Austrália                                           | Fantasia, Ação                      | Chris Asimos, Oliver Bell, Puggsley Buzzard                                                                      | Um super-herói gay e sua turma buscam o pênis dourado que pertencia a sua mãe e foi roubado por uma gangue de monstros                                                                               |
| Favola                                                            | Sebastiano Mauri                                              | Itália                                              | Drama, Comédia                      | Filippo Timi, Lucia Mascino, Luca Santagostino, Sergio Albelli                                                   | Uma dona de casa dos EUA dos anos 50 passa seus dias com poodles de pelúcia, aulas de mambo, whiskey, e ameaças de uma invasão alienígena                                                            |
| Faith                                                             | Molly Pelavin                                                 | EUA, Quênia                                         | Documentário                        | | Segue a jornada de uma mulher que retorna à terra natal que a rejeitou com sua família |
| Fallen Blossoms                                                   | Lior Shamriz                                                  | EUA, Alemanha                                       | Drama                               | James Michael Cowan, Guo Li, Nina Fog, Willow Hale, Harry Hains, Katja Sallay                                    | Em 1978, escapam da cidade grande e ficam juntos em um motel |
| Fallen Flowers, Thick Leaves                                      | Laetitia Schoofs                                              | Países Baixos, Alemanha                             | Documentário                        | | Sobre gerações diferentes de mulheres chinesas, focando na sexualidade |
| The Feels                                                         | Jenée LeMarque                                                | EUA                                                 | Comédia, Drama                      | Constance Wu, Angela Trimbur, Josh Fadem, Jenée LaMarque, Ever Mainard                                           | Um grupo de amigas organiza uma despedida de solteira lésbica |
| Feminista                                                         | Myriam Fougère                                                | Canadá                                              | Documentário                        | | Sobre o movimento feminista pan europeu |
| Femme Brutal                                                      | Liesa Kovacs, Nick Prokesch                                   | Áustria                                             | Documentário                        | Denice Bourbon, Katrina Daschner, Moira Hille, Denise Kottlett, Sabine Marte                                     | Sobre um clube burlesco queer de Viena |
| Ferien vom Leben                                                  | Sophie Allet-Coche                                            | Alemanha                                            | Drama                               | Hannelore Elsner, Marie Bäumer, Robert Schupp, Navid Navid, Emilio Sakraya, Judith Hoersch                       | Depois de um diagnóstico devastador, uma mulher foge de sua família com a ajuda de um motorista de caminhão ilegal                                                                                   |
| Fernando                                                          | Igor Angelkorte, Julia Ariani, Paula Vilela                   | Brasil                                              | Documentário                        | Fernando Bohrer                                                                                                  | Sobre Fernando Bohrer, ator e professor de teatro no Rio de Janeiro |
| Film Hawk                                                         | JJ Garvine, Tai Parquet                                       | EUA                                                 | Documentário                        | Robert Hawk, Kevin Smith, Edward Burns, Scott McGehee, David Siegel, Ben Affleck                                 | Sobre o curador, mentor, produtor, consultor, e guru do cinema independente, Bob Hawk |
| Film Stars Don't Die in Liverpool                                 | Paul McGuigan                                                 | Reino Unido, EUA                                    | Biográfico, Drama, Romance          | Annette Bening, Jamie Bell, Julie Walters, Stephen Graham, Kenneth Cranham, Leanne Best                          | Baseado no caso entre o ator bissexual inglês Peter Turner e a atriz americana Gloria Grahame |
| A Filosofia na Alcova                                             | Ivam Cabral, Rodolfo García Vázquez                           | Brasil                                              | Drama, Histórico                    | Phedra D. Córdoba, Henrique Mello, Stephane Sousa, Hugo Godinho                                                  | Baseado na obra homônima do Marquês de Sade |
| Final Portrait                                                    | Stanley Tucci                                                 | Reino Unido                                         | Drama, Histórico                    | Geoffrey Rush, Armie Hammer, Clémence Poésy, Tony Shalhoub, Sylvie Testud, James Faulkner                        | Em 1964, o escultor e pintor suíço Alberto Giacometti pede ao seu amigo, o escritor americano James Lord, que pose para um quadro                                                                    |
| Fluidø                                                            | Shu Lea Cheang                                                | Alemanha                                            | Ficção Científica                   | Caprice Crawford, William E. Morris, Kristina Marlen                                                             | Em 2060 a AIDS foi erradicada, mas o vírus passou por mutações e se transformou em um gene que pode ser extraído para criar uma droga psicoativa                                                     |
| Forbidden Games: The Justin Fashanu Story                         | Adam Darke, Jon Carey                                         | Reino Unidp                                         | Documentário                        | Justin Fashanu, John Fashanu, Bevan Celestine, Stephen Yaw Agyekum Asante, Peter Yaw Agyekum Asante, John Barnes | A trágica história de Justin Fashanu, primeiro e único jogador de futebol a sair do armário enquanto ainda estava na ativa                                                                           |
| A Forma da Água                                                   | Guillermo del Toro                                            | EUA, Canadá                                         | Fantasia                            | Sally Hawkins, Michael Shannon, Richard Jenkins, Doug Jones, Lauren Lee Smith, Octavia Spencer                   | |
| Freak Show                                                        | Trudie Styler                                                 | EUA                                                 | Comédia, Drama                      | Alex Lawther, Abigail Breslin, Bette Midler, AnnaSophia Robb, Ian Nelson, Laverne Cox                            | Baseado no romance homônimo de James St. James |
| Fuck You Jessica Blair                                            | Karni Haneman                                                 | Israel                                              | Drama, Comédia                      | Maya Maron, Jessy Danner, Orr Sigoli, Karni Haneman, Guy German                                                  | [ 159 ] |
| Fuera de juego                                                    | Richard Zubelzu                                               | Espanha                                             | Documentário                        | Felipe Cruz, Javier Rodríguez, Javier Gómez Matallanas                                                           | Analisa a invisibilidade dos homossexuais no futebol espanhol |
| Gaga: Five Foot Two                                               | Chris Moukarbel                                               | EUA                                                 | Documentário                        | Lady Gaga, Bobby Campbell, Mark Ronson, Florence Welch, Donatella Versace, Joe Germanotta                        | Sobre a cantora e compositora bissexual norte-americana Lady Gaga |
| Les garçons sauvages                                              | Bertrand Mandico                                              | França                                              | Mistério, Aventura, Drama, Fantasia | Pauline Lorillard, Vimala Pons, Diane Rouxel, Anaël Snoek, Mathilde Warnier, Sam Louwyck                         | trad. Os Garotos Selvagens No começo do século XX, cinco rapazes de famílias ricas obcecados com o oculto cometem um crime selvagem em uma ilha                                                      |
| Gay for Pray: The Erotic Adventures of Jesus Christ               | Nathan Rumler                                                 | EUA                                                 | Comédia                             | Brian Papandrea, Sadie Tate, Terence Lee Cover, Dave Parker, James Bell                                          | Expulso do Céu por ser gay, Jesus conta com a ajuda de um ateísta, um homem pobre, e uma mulher com um fetiche religioso para recuperar seus poderes                                                 |
| Gemini                                                            | Aaron Katz                                                    | EUA                                                 | Suspense, Mistério                  | Lola Kirke, Zoë Kravitz, John Cho, Greta Lee, Michelle Forbes, Ricki Lake                                        | A assistente de uma atriz bissexual é tanta limpar seu nome quando é acusada de assassinato |
| Gender Revolution                                                 | Katie Couric                                                  | EUA                                                 | Documentário                        | Katie Couric, Hari Nef, Gavin Grimm, Sarah McBride                                                               | trad. A Revolução do Gênero Sobre a identidade de gênero, produzido pela National Geographic |
| Genderbende                                                       | Sophie Dros                                                   | Países Baixos                                       | Documentário                        | | As histórias de cinco pessoas não-binárias |
| Geom-eun-yeoleum (검은여름)                                       | Lee Weon-young                                                | Coreia do Sul                                       | Drama, Romance                      | Woo Ji-hyeon | O romance entre dois universitário atrai controvérsias |
| A Glória e a Graça                                                | Flávio Ramos Tambellini                                       | Brasil                                              | Drama                               | Carolina Ferraz, Sandra Corveloni, Vicente Demori, Carol Marra, Vicente Monte                                    | |
| Gluck – Who Did She Think He Was?                                 | Clare Beavan                                                  | Reino Unido                                         | Documentário                        | | Sobre Gluck, pintora cross-dresser da alta sociedade nos anos 1930 |
| God's Own Country                                                 | Francis Lee                                                   | Reino Unido                                         | Romance, Drama                      | Josh O'Connor, Alec Secăreanu, Ian Hart, Gemma Jones                                                             | |
| The Gospel According to André                                     | Kate Novack                                                   | EUA                                                 | Documentário                        | André Leon Talley, Anna Wintour, Marc Jacobs, Tom Ford, Whoopi Goldberg, Diane von Fürstenberg                   | A vida do editor de moda americano André Leon Talley, do sul segregado até as capitais mundiais da moda                                                                                              |
| El Gran Tour de Jorge Bonsor                                      | Antonio Lobo                                                  | Espanha                                             | Documentário                        | José Antonio Hergueta, Antonio Lobo                                                                              | Sobre o pioneiro da arqueologia George Bonsor, que se estabeleceu na Andaluzia no começo do século XX                                                                                                |
| Grey Violet - silmätikku                                          | Reetta Aalto                                                  | Finlândia                                           | Documentário                        | Grey Violet | Um matemático e ativista não-binário russo foge de sua terra natal com sua mãe |
| Guigo Offline                                                     | René Guerra                                                   | Brasil                                              | Drama                               | Antonio Haddad Aguerre, Alexandre Cioletti, Pedro Goifman, Sabrina Nonata, Roberto Rezende, Fernanda Stefanski   | Sem internet em uma viagem, um garoto ansioso para falar com a menina que gosta descobre que seu pai tem um namorado                                                                                 |
| Gwat mooi (骨妹)                                                  | Tracy Choi                                                    | Hong Kong                                           | Drama                               | Gigi Leung, Fish Liew, Jennifer Yu, Dino Acconci, Wai Al, Louis Castro                                           | Também conhecido como Sisterhood Uma massagista retorna a Macau quando sua antiga amiga morre |
| Hand Grenade                                                      | Paul Dangerfield                                              | Austrália                                           | Drama                               | Krystal Brock, Aaron Broomhall, Melissa Martins, Mikayla Lynch, Kale Brock                                       | Uma mulher lésbica e seu irmão mais novo gay vivem em uma casa com seus respectivos parceiros |
| Happiness Adjacent                                                | Rob Williams                                                  | EUA                                                 | Drama, Romance                      | Rachel Alig, Ian Dick, Adam Fried                                                                                | Durante uma viagem, um homem começa a ter um caso com um cara casado |
| Hate Crime                                                        | Steven Esteb                                                  | EUA                                                 | Drama                               | John Schneider, Laura Cayouette, Amy Redford                                                                     | Quando um jovem é executado por matar um homem gay, os pais dos dois lidam com as consequências |
| The Haunting of Mia Moss                                          | Dustin Hubbard                                                | EUA                                                 | Terror                              | Nicola Fiore, Emily Christina, Jake Zelch, Haley Bordelon, Curtis Carnahan, Dustin Hubbard                       | Após retornar à sua cidade natal, uma mulher começa a ter paralisia do sono e a ser perseguida por figuras sombrias                                                                                  |
| Hazlo como hombre                                                 | Nicolás López                                                 | México, Chile                                       | Comédia                             | Mauricio Ochmann, Alfonso Dosal, Humberto Busto, Aislinn Derbez, Ignacia Allamand                                | Três melhores amigos levam uma vida feliz até um deles revelar que é gay |
| Heart, Baby!                                                      | Angela Shelton                                                | EUA                                                 | Drama                               | Gbenga Akinnagbe, Jackson Rathbone, Shawn-Caulin Young, Ritchie Montgomery, Justice Leak                         | Também conhecido como The Hammer |
| Heartland                                                         | Maura Anderson                                                | EUA                                                 | Drama, Romance                      | Laura Spencer, Beth Grant, Steve Agee, Eve Gordon, Todd Waring, Mark Adam Goff                                   | Uma jovem artista em luto encontra um refúgio nos braços da namorada de seu irmão |
| Hello Again                                                       | Tom Gustafson                                                 | EUA                                                 | Musical                             | Audra McDonald, Martha Plimpton, T. R. Knight, Cheyenne Jackson                                                  | Segue dez pessoas em dez períodos históricos diferentes em Nova Iorque |
| Las heridas del viento                                            | Juan Carlos Rubio                                             | Espanha                                             | Drama                               | Daniel Muriel, Kiti Mánver                                                                                       | Após a morte de seu pai um homem descobre cartas de amor endereçadas ao falecido |
| Hidamari Ga Kikoeru (ひだまりが聴こえる)                          | Daisuke Kamijô                                                | Japão                                               | Drama                               | Tawada Hideya, Onodera Akira, Ami Yamazaki, Mitsuya Ryo, Miyu Ohsaka, Hiroe Igeta                                | [ 182 ] |
| High Low Forty                                                    | Paddy Quinn                                                   | EUA                                                 | Drama                               | Paddy Quinn, Randy Irwin, Geoff Stults, Kenny Wormald, Jay Harrington, Sierra Love                               | Irmãos afastados por anos se reencontram para se despedir de seu pai |
| The Hippopotamus                                                  | John Jencks                                                   | Reino Unido                                         | Comédia                             | Roger Allam, Matthew Modine, Tim McInnerny, Emily Berrington, Fiona Shaw, Geraldine Somerville                   | Um poeta desacreditado investiga uma série de assassinatos na mansão de um amigo |
| HIV Po Polsku                                                     | Frank Myonk                                                   | Polônia                                             | Documentário                        | | Sobre o estigma enfrentado por pessoas soropositivas na Polônia |
| Hobbyhorse Revolution                                             | Selma Vilhunen                                                | Finlândia                                           | Documentário                        | Mariam Njie, Elsa Fionuir, Alisa Aarniomäki                                                                      | Três adolescentes descobrem suas vozes e talentos ao cavalgar e cuidar de seus cavalos de pau |
| Holiday (秋野春潮)                                                | Zhihai Chen                                                   | Hong Kong, EUA, China                               | Drama                               | Zhihai Chen, Liangzheng Wang                                                                                     | Jovens homossexuais são pressionados pela sociedade a se casar com pessoas heterossexuais |
| Holy Lands                                                        | Amanda Sthers                                                 | Bélgica, França                                     | Drama                               | James Caan, Tom Hollander, Jonathan Rhys Meyers, Efrat Dor, Rosanna Arquette, Patrick Bruel                      | trad. Lugares Santos Um cardiologista americano judeu deixa tudo para trás para se tornar um criador de porcos em Israel                                                                             |
| Homogeneous, Empty Time (สุญกาล)                                   | Thunska Pansittivorakul, Harit Srikhao                        | Tailandia                                           | Documentário                        | | Explora a crescente onde de nacionalismo na Tailândia entre o golpe militar de 2014 |
| Hooked                                                            | Max Emerson                                                   | EUA                                                 | Drama                               | Conor Donnally, Sean Ormond, Terrance Murphy, Jared Sandler, Katie McClellan, Jay Alan Christianson              | Apesar de estar apaixonado por seu namorado, um jovem prostituto vai com um homem casado até Miami                                                                                                   |
| Hot to Trot                                                       | Gail Freedman                                                 | EUA                                                 | Documentário                        | | Um olhar dentro do mundo da dança de salão competitiva entre pessoas do mesmo sexo |
| House of Z                                                        | Sandy Chronopoulos                                            | EUA                                                 | DOcumentário                        | Paz de la Huerta, Naomi Campbell, Sean Combs, Zac Posen, Karen Elson, Andre Leon Talley                          | A ascensão e a queda do designer Zac Posen |
| Housewife Alien vs. Gay Zombie                                    | Andreas Samuelson                                             | EUA                                                 | Comédia, Terror                     | Anna Walman, Hector Lopez, Anna Modén, Erik Nilsson, Sanna Wallin, Elin Hallberg                                 | Uma dona de casa ressuscitada por alienígenas e um homem gay em um casamento infeliz possuído por um demônio causam destruição na cidade                                                             |
| How to Talk to Girls at Parties                                   | John Cameron Mitchell                                         | EUA, Reino Unido                                    | Ficção Científica, Comédia, Romance | Elle Fanning, Alex Sharp, Nicole Kidman, Ruth Wilson, Matt Lucas                                                 | Baseado no conto homônimo de Neil Gaiman |
| Hoy partido a las 3                                               | Clarisa Navas                                                 | Argentina                                           | Drama                               | Gustavo Bravo, Angie Sanchez, Silvana Dorrego, Natalia Ruiz Cobo, Marcia Montesino, Victoria Cussigh             | Um time de jovens aguarda ansiosamente o torneio de futebol feminino da vizinhança |
| Hugues                                                            | Pascal Cervo                                                  | França                                              | Comédia, Drama                      | Arnaud Simon, Dominique Reymond, Gaëtan Vourc'h, Julien Lucq, Julia Marty                                        | Um diretor tenta convencer um ator aposentado que mora com o namorado a voltar a ativa |
| I Am They                                                         | Fox Fisher                                                    | Reino Unido, Islândia, Itália, Malta                | Documentário                        | Fox Fisher, Owl Fisher                                                                                           | Explora os problemas enfrentados por pessoas não-binárias através da perspectiva de dois ativistas                                                                                                   |
| I'm Fat                                                           | Halit Levy                                                    | Israel                                              | Documentário                        | | Uma mulher acima do peso busca aceitação |
| I Love Her                                                        | Darya Perelay                                                 | Espanha, Ucrânia                                    | Drama, Romance                      | Natalie Ivanchuk, Eudald Font, Andrés Mercado, Clare Durant, Alix Gentil                                         | Uma jovem música de rua precisa derrotar os fantasmas de seu passado para admitir seus sentimentos por uma garota surda-muda                                                                         |
| If You Dare Desire…                                               | Debalina Majumder                                             | Índia                                               | Drama, Fantasia                     | Manisha Adak, Soma Sarkar, Farha Khatun, Amit Saha, Goutam Mukhopadhyay                                          | [ 200 ] |
| In My Room                                                        | Ayelet Albenda                                                | Israel, EUA, Reino Unido                            | Documentário                        | | Seis adolescentes postam vídeos no Youtube falando sobre suas vidas de dentro de seus quartos |
| Is It Safe To Be Gay In The UK?                                   | Mark Henderson                                                | Reino Unido                                         | Documentário                        | | Procura a explicação para a crescente onda de violência homofóbica no Reino Unido |
| Isósceles                                                         | Matías Marmorato                                              | Argentina                                           | Drama                               | Paula Castagnetti, Martina Garello                                                                               | [ 203 ] |
| İstanbul Kırmızısı                                                | Ferzan Özpetek                                                | Turquia, Itália                                     | Drama                               | Halit Ergenç, Tuba Büyüküstün, Nejat İşler, Mehmet Günsür, Çiğdem Selişik Onat, Zerrin Tekindor                  | Um autor desaparecido é procurado por seu amante, sua amiga, e um crítico |
| It’s Alright Michel                                               | Marie-Pierre Grenier                                          | Canadá                                              | Documentário                        | Michel Gagnon | Mostra a vida amorosa de um idoso trans com o auxílio de suas marionetes |
| It's Not Just Me                                                  | Jonathan W.A. Messer                                          | Austrália                                           | Documentário                        | Max Mustard, Logan Ward, Simon Millington, David Birt                                                            | Explora as vidas de quatro homens trans |
| Jahr des Tigers                                                   | Tor Iben                                                      | Alemanha                                            | Suspense, Drama                     | Alexander Tsypilev, Julien Lickert, Toni Kadrija, Christian Harting, Patrick G. Boll, Astrid Kohrs               | Um jovem ladrão fica obcecado pelo homem a quem ele roubou |
| Jasper (重生君颜)                                                 | Yu Fei                                                        | China                                               | Fantasia, Ação, Drama, Histórico    | Dou Qi Chen, Hao Yu Wang                                                                                         | Um homem volta para o passado e vira o guarda pessoal do príncipe para impedir sua morte |
| Jesus Meets the Gay Man                                           | Jean-Claude Lafond                                            | Canadá                                              | Documentário                        | Fearless Fred, Carla Collins, Paul Bellini, Scott Thompson, Richard Ryder                                        | Pergunta o que Jesus poderia falar se tivesse conhecido uma pessoa gay |
| Joe Orton Laid Bare                                               | Richard Curson Smith                                          | Reino Unido                                         | Documentário, Biográfico            | Joe Orton, Bryan Dick, Jonathan Case, Leonie Orton, Michael Codron, Kenneth Cranham                              | Explora a vida, o mundo, e o trabalho do dramaturgo Joe Orton |
| Juntas                                                            | Laura Martínez Duque, Nadina Marquisio                        | Argentina, Colômbia                                 | Documentário                        | Norma Castillo, Ramona Arevalo                                                                                   | Sobre as primeiras mulheres a se casarem legalmente na América Latina |
| Just Charlie                                                      | Rebekah Fortune                                               | Reino Unido                                         | Drama                               | Harry Gilby, Scot Williams, Travis Blake Hall, Jeff Alexander, Karen Bryson, Peter Machen                        | Uma jogadora de futebol trans é rejeitada por seu pai e seus colegas |
| Kairos Dirt & the Errant Vacuum                                   | Madsen Minax                                                  | EUA                                                 | Comédia, Drama, Fantasia            | Eve Minax, Josie Davis, Madison Brown, Linley Schmidt, Bill Baker                                                | Uma cozinheira escolar pansexual, sua colega de trabalho religiosa, um aluno genderqueer, e um astrólogo/operador de telessexo dividem uma dimensão dos sonhos                                       |
| Kali Mah Tina                                                     | Tabatha Mudra                                                 | EUA                                                 | Comédia                             | Sumintra Baldeo Singh, Yasmin Berment, Daniela Delfino, Nastassia Dillon, Stephanie Crystal Espinosa             | Uma música traumatizada pela morte de sua parceira e uma maquiadora mortuária impactada pela morte de sua amiga se conectam através de uma guru da internet                                          |
| The KAOS Brief                                                    | JP Mandarino                                                  | EUA                                                 | Terror, Ficção Científica           | Drew Lipson, Charlie Morgan Patton, Marco DelVecchio, Akanimo Eyo                                                | [ 215 ] |
| Karera ga honki de amu toki wa (彼らが本気で編むときは)           | Naoko Ogigami                                                 | Japão                                               | Drama                               | Toma Ikuta, Kenta Kiritani, Rinka Kakihara, Rie Mimura, Eiko Koike, Mugi Kadowaki                                | Depois que sua mãe a abandona, uma garota faz amizade com a namorada trans do tio |
| Kate Can't Swim                                                   | Josh Helman                                                   | EUA                                                 | Drama, Comédia                      | Celeste Arias, Grayson DeJesus, Jennifer Allcott, Josh Helman, Evan Jonigkeit, Zosia Mamet                       | Uma mulher passa um fim de semana com seu namorado, sua amiga, e o namorado desta, de quem ela suspeita                                                                                              |
| Kelly                                                             | Uli Decker, Felipe Frozza                                     | Alemanha, Itália                                    | Documentário                        | Beatriz Braz Alves, Sabrina da Silva, Kelly Kristine, Pedro Oliveira                                             | Uma prostituta trans brasileira aspirante a cantora vive na Itália e usa o candomblé para encontrar amor                                                                                             |
| Kept Boy                                                          | George Bamber                                                 | EUA                                                 | Comédia, Romance, Drama             | Jon Paul Phillips, Thure Riefenstein, Greg Audino, Diosiq Burné, John-Michael Carlton, Toni Cohen                | Um namorado de troféu chega aos 30 anos e suspeita que seu sugar daddy planeja substituí-lo |
| Kevyn Aucoin Beauty & the Beast in Me                             | Lori Kaye                                                     | EUA                                                 | Documentário                        | Kevyn Aucoin, Cindy Crawford, Andie MacDowell, Amber Valletta, Gwyneth Paltrow                                   | A vida e carreira do maquiador Kevyn Aucoin |
| Kings, Queens, & In-Betweens                                      | Gabrielle Burton                                              | EUA                                                 | Documentário                        | Nina West | Sobre drag queens e kings de Columbus, Ohio |
| The Ladies Almanack                                               | Daviel Shy                                                    | EUA                                                 | Experimental                        | Hélène Cixous, Leslie Cuyjetas, Josefin Granqvist, LeCiel, Slaveya Minkova, Eileen Myles                         | Um tributo às mulheres escritoras e artistas da Paris da década de 1920 |
| Ladies and Gentlewomen                                            | Malini Jeevarathnam                                           | Índia                                               | Documentário                        | | Narra a história de um casal lésbico do Rajastão e um conto tradicional romântico Tâmil |
| Ladyboys, Another Landscape                                       | Philipp Baben der Erde, Vincent Fournier                      | Tailândia                                           | Documentário                        | | Também conhecido como Landscapes Quatro kathoeys trabalham como seringueiras de noite e nos arrozais de dia para sobreviver                                                                          |
| Laerte-se                                                         | Eliane Brum, Lygia Barbosa                                    | Brasil                                              | Documentário                        | Laerte Coutinho                                                                                                  | Sobre a cartunista trans Laerte |
| Landline                                                          | Matthew Aaron                                                 | EUA                                                 | Comédia                             | Betsy Brandt, Jim O'Heir, Tom Arnold, Nick Searcy, Louis Lombardi, James DuMont                                  | Um executivo de relações públicas gay perde sua sanidade depois que seu rival é promovido em seu lugar                                                                                               |
| Lands of Lost Content                                             | Elena Horn                                                    | Reino Unido                                         | Documentário                        | Nik Jovcic-Sas, Ishimwa Muhimanyi                                                                                | Um estudante sérvio gay cristão ortodoxo conhece um bailarino sobrevivente do genocídio de Ruanda |
| Larger than Life: The Kevyn Aucoin Story                          | Tiffany Bartok                                                | EUA                                                 | Documentário                        | Christy Turlington, Cher, Tori Amos, Naomi Campbell, Kate Moss, Paulina Porizkova                                | trad. A História de Kevyn Aucoin Um retrato do maquiador Kevyn Aucoin, mostrando clientes icônicos, seus amigos e família, e sua misteriosa morte em 2002                                            |
| Lass den Sommer nie wieder kommen                                 | Alexandre Koberidze                                           | Alemanha, Geórgia                                   | Drama                               | Mate Kevlischvili, Giorgi Bochorishvili                                                                          | Um jovem deixa seu vilarejo e se muda para a cidade, onde faz um teste para um compania de dança e acaba entrando no mundo das lutas ilegais e prostituição                                          |
| The Last Goldfish                                                 | Su Goldfish                                                   | Austrália, Canadá, Trindade e Tobago, Alemanha, EUA | Documentário                        | Su Goldfish | Uma mulher procura a história de sua família, inda da Austrália, para Trindade, até a Alemanha Nazista                                                                                               |
| The Last Painting (自畫像)                                        | Hung-i Chen                                                   | Taiwan                                              | Mistério, Drama                     | J.C. Lin, Ning Chang, Wei-Yi Lin, Kiwebaby, Cheng Jen-Shuo, Ming-Yao Lu                                          | No dia da eleição presidencial taiwanesa, uma jovem é encontrada brutalmente assassinada em seu apartamento                                                                                          |
| The Lavender Scare                                                | Josh Howard                                                   | EUA                                                 | Documentário                        | Glenn Close, Joan Cassidy, David Hyde Pierce, T.R. Knight, Joseph McCarthy, Cynthia Nixon                        | Sobre a campanha conduzida pelo governo dos EUA no meio do século XX com o objetivo de descobrir e despedir empregados homossexuais                                                                  |
| Lavina                                                            | Stanislav Tomić                                               | Croácia                                             | Comédia                             | Robert Ugrina, Ksenija Marinković, Stojan Matavulj, Borko Perić, Sara Stanić, Goran Grgić                        | Um homem desaparece em uma avalanche e deixa para trás duas esposas e duas filhas, mas acaba reaparecendo para revelar que é gay                                                                     |
| Legends of Courage Project                                        | Dawn Deason                                                   | EUA                                                 | Documentário                        | Rosemary Metrailer, Jerry Sloan, Jerry Falwell                                                                   | Segue dois processos judiciais contra a discriminação sexual |
| Life After Ex                                                     | Jim Fields                                                    | EUA                                                 | Drama, Comédia                      | Nick Knipe, Spencer Wolfe, Robert Saladee, Jax Barkhaus, Kristy Olson, Zachariah Barrientos                      | Antes do casamento gay ser legalizado, um homem tenta reconstruir sua vida depois que seu namorado o deixa                                                                                           |
| Life is Sweet                                                     | Peter Walker                                                  | Vanuatu                                             | Drama, Musical                      | Virana David, Sese Kaalkaua, Helen Kailo, Albert Tommy                                                           | Quatro mulheres, encorajadas por um DJ andrógeno, tomam conta de uma boate para contar uma história                                                                                                  |
| The Little Hours                                                  | Jeff Baena                                                    | EUA                                                 | Comédia, Histórico                  | Alison Brie, Dave Franco, Kate Micucci, Aubrey Plaza, John C. Reilly, Molly Shannon                              | trad. A Comédia dos Pecados Vagamente baseado em partes do Decamerão, segue a vida de três freiras endiabradas em um convento                                                                        |
| Lola Pater                                                        | Nadir Moknèche                                                | França                                              | Drama                               | Fanny Ardant, Tewfik Jallab, Nadia Kaci, Lucie Debay, Lubna Azabal, Véronique Dumont                             | Após a morte de sua mãe, um homem procura por seu pai argelino e descobre que este é uma mulher |
| Looking For? (你找什麼?)                                          | Tung-yen Chou                                                 | Taiwan                                              | Documentário                        | | 60 homens gays de 7 cidades diferentes são entrevistados para saber o que eles procuram |
| Loue-moi!                                                         | Coline Assous, Virginie Schwartz                              | França                                              | Comédia                             | Déborah François, Alison Wheeler, Charlotte de Turckheim, Kev Adams, Marc Ruchmann, Bernard Ménez                | Uma mulher abre uma agência onde pode ser contratada para fazer o papel que o cliente quiser |
| Love and Wolbachia (恋とボルバキア)                               | Sayaka Ono                                                    | Japão                                               | Documentário                        | | Sobre as minorias sexuais japonesas |
| Love, Cecil                                                       | Lisa Immordino Vreeland, Shane Sigler                         | EUA                                                 | Documentário, Biográfico            | Cecil Beaton, Hamish Bowles, Leslie Caron, Rupert Everett, David Hockney, Isaac Mizrahi                          | Sobre Cecil Beaton, artista, fotógrafo, e figurinista vencedor do Oscar |
| Luana Muniz: Filha da lua                                         | Rian Córdova, Leonardo Menezes                                | Brasil                                              | Documentário                        | Luana Muniz | A história de Luana Muniz, atriz dividida entre a prostituição, a militância LGBT, e shows de cabaré                                                                                                 |
| Luft                                                              | Anatol Schuster                                               | Alemanha                                            | Romance, Drama                      | Paula Hüttisch, Lara Feith, Anna Brodskaja-Bomke, Peter Cieslinski, Mélanie Fouché, Jakob D'Aprile               | [ 242 ] |
| Ma vie avec James Dean                                            | Dominique Choisy                                              | França                                              | Comédia, Drama                      | Johnny Rasse, Mickaël Pelissier, Nathalie Richard, Juliette Damiens, Bertrand Belin, Marie Vernalde              | Um jovem cineasta é convidado a apresentar seu primeiro filme na Normandia, e passa por uma série de desventuras                                                                                     |
| Las malcogidas                                                    | Denisse Arancibia Flores                                      | Bolívia                                             | Comédia                             | Fernando Barbosa                                                                                                 | Uma mulher acima do peso busca seu primeiro orgasmo enquanto lida com a avó narcoléptica e sua irmã trans                                                                                            |
| La Maldita Primavera                                              | Marc Ferrer                                                   | Espanha                                             | Comédia, Ficção Científica, Drama   | Adria Arbona, Sofia Ballesteros, Julia Betrian, Monica Coronado, Bea Escribano, Julia Fandos                     | trad. A maldita primavera Para descobrir se a raça humana é inofensiva ou deve ser exterminada, uma repitiliana é enviada à Terra                                                                    |
| Malila: The Farewell Flower (มะลิลา)                               | Anucha Boonyawatana                                           | Tailândia                                           | Drama                               | Sukollawat Kanarot, Anuchyd Sapanphong, Sumret Muengput                                                          | trad. Malila: A Flor do Adeus Ex-amantes revivem seu antigo romance, e um descobre que o outro está morrendo                                                                                         |
| Manolo: The Boy Who Made Shoes for Lizards                        | Michael Roberts                                               | Reino Unido                                         | Documentário                        | River Hawkins, Rick Kissack, Manolo Blahnik, Gala Gordon, Isabeli Fontana, Eva Herzigova                         | Sobre o estilista espanhol Manolo Blahnik |
| Mansfield 66/67                                                   | P. David Ebersole, Todd Hughes                                | EUA                                                 | Documentário                        | Jayne Mansfield, Anton LaVey, John Waters, Mary Woronov, Kenneth Anger, Mamie Van Doren                          | Investiga o relacionamento entre a atriz Jayne Mansfield e Anton LaVey, fundador da Igreja de Satã                                                                                                   |
| Marikas Missio                                                    | Michael Schmitt                                               | Alemanha                                            | Documentário                        | Maria Alfer, David Berger, Brigitte Distler, Anke Gruber, Marika Gruber, Michael Gruber                          | Professores LGBT tem seu direito de ensinar o catolicismo revogado ao saírem do armário |
| Mariposas Verdes                                                  | Gustavo Nieto Roa                                             | Colômbia                                            | Drama, Romance                      | Kevin Bury, Andres Cardona, Deivi Duarte, Victoria Ortiz, Juliana Rendon, Cecilia Suárez                         | Um jovem de vê em uma encruzilhada quando seu relacionamento com um colega é descoberto |
| Marisa en los bosques                                             | Antonio Morales                                               | Espanha                                             | Comédia                             | Patricia Jordá, Aida de la Cruz, Mauricio Bautistaas, Carmen Mayordomo, Yohana Cobo, Resu Morales                | Uma atriz sem futuro evita pensar em seus problemas ao ajudar uma amiga de coração quebrado |
| Market Value                                                      | Wendell Etherly                                               | EUA                                                 | Drama                               | Jules Bruff, Chandra Michaels, Noah McCarty-Slaughter, John Hoogenakker, Janet Ulrich Brooks                     | Duas mulheres adotam um bebê mas um detetive particular foi contratado pelos avós biológicos da criança para encontrá-lo                                                                             |
| Martesa                                                           | Blerta Zeqiri                                                 | Albânia, Kosovo                                     | Drama, Romance                      | Alban Ukaj, Adriana Matoshi, Genc Salihu, Vjosa Abazi, Ernest Malazogu, Aurita Agushi                            | trad. Romance a Três Duas semanas antes de seu casamento, um homem descobre que seu melhor amigo, com quem teve um caso, pretende reconquistá-lo                                                     |
| Marvin ou la belle éducation                                      | Anne Fontaine                                                 | França                                              | Drama                               | Finnegan Oldfield, Jules Porier, Catherine Mouchet, Isabelle Huppert, Catherine Salée, Grégory Gadebois          | trad. Marvin |
| McKellen: Playing the Part                                        | Joe Stephenson                                                | Reino Unido                                         | Documentário, Biográfico            | Ian McKellen, Scott Chambers, Luke Evans, Milo Parker, Adam Brown, Frances Barber                                | Sobre a vida e carreira do ator inglês Ian McKellen |
| Mein wunderbares West-Berlin                                      | Jochen Hick                                                   | Alemanha                                            | Documentário                        | Mabel Aschenneller, Wolfgang Cihlarz, Rolf Eden, Egmont Fassbinder, Romy Haag, Peter Hedenström                  | trad. Minha Maravilhosa Berlim Ocidental Sobre a cultura LGBT na Berlim Ocidental dos anos 60 |
| Memorias de lo que no fue                                         | Leopoldo Laborde                                              | México                                              | Drama, Suspense, Erótico            | Paul Act, Eduardo Longoria, Rodrigo Lopezcarranza, Luis Fernando Schivy, Xavier Loyá                             | Na manhã após levar um homem de uma boate para sua casa, um jovem descobre que este tem amnésia |
| Mermaids                                                          | Ali Weinstein                                                 | Canadá                                              | Documentário                        | | Sobre mulheres modernas que fazem parte de uma subcultura de 'sereias' |
| Method (메소드)                                                   | Bang Eun-jin                                                  | Coreia do Sul                                       | Drama                               | Park Sung-woong, Oh Seung-hoon, Yoon Seung-ah                                                                    | Dois atores, um veterano e um novato, começam um caso que logo se transforma em obsessão |
| Meu Corpo é Político                                              | Alice Riff                                                    | Brasil                                              | Documentário                        | Paula Beatriz, Giu Nonato, Linn da Quebrada, Fernando Ribeiro                                                    | O cotidiano de quatro militantes LGBT que vivem na periferia de São Paulo |
| Mga Gabing Kasinghaba Ng Hair Ko                                  | Gerardo Calagui                                               | Filipinas                                           | Drama                               | Rocky Salumbides, Matt Daclan, Mon Confiado, Anthony Falcon                                                      | Segue três amigas trans que trabalham como prostitutas no distrito da luz vermelha de Manila |
| A Million Happy Nows                                              | Albert Alarr                                                  | EUA                                                 | Drama, Romance                      | Crystal Chappell, Jessica Leccia, Dan Gauthier, Robert Gant, Mark Hapka, Dendrie Taylor                          | Uma atriz de novela veterana tem seu relacionamento com sua namorada ameaçado por seu Alzheimer precoce                                                                                              |
| Min mor er pink                                                   | Cecilie Debell                                                | Dinamarca                                           | Documentário                        | Michael Richardt, Malou Gabriella                                                                                | trad. Minha Mãe é Cor-de-rosa Um performer e sua mãe viajam aos lugares mais importantes de seus passados                                                                                            |
| The Misandrists                                                   | Bruce LaBruce                                                 | Alemanha                                            | Drama                               | Susanne Sachße, Viva Ruiz, Kembra Pfahler, Caprice Crawford, Grete Gehrke                                        | trad. As Misândricas Um grupo de feministas radicais planeja uma revolução |
| Miss Rosewood                                                     | Helle Jensen                                                  | EUA                                                 | Documentário                        | Rose Cory, Sharon Cory, Michele Delsol, Joe E. Jeffreys, Sherman Leis, Dirty Martini                             | [ 265 ] |
| Mixed Messages                                                    | Kanchi Wichmann                                               | Alemanha                                            | Comédia                             | Cleo Jacobe, Liz Rosenfeld, Elly Clarke, Anja Kümmel, Sadie Lune, Sergina Superina                               | Segue uma lésbica solteira em Berlim por um ano |
| A Moment in the Reeds                                             | Mikko Mäkelä                                                  | Finlândia                                           | Romance, Drama                      | Janne Puustinen, Boodi Kabbani, Mika Melender                                                                    | trad. Amor Entre os Juncos Um universitário volta à Finlândia por um verão para ajudar o pai a renovar a casa no lago, e se apaixona por um arquiteto sírio                                          |
| Monger                                                            | Jeff Zorrilla                                                 | Argentina                                           | Documentário                        | | Sobre o turismo sexual em Buenos Aires |
| Montana                                                           | Limor Shmila                                                  | Israel                                              | Drama                               | Noa Biron, Netta Shpigelman, Avi Malka, Keren Tsur                                                               | Após a morte do avô, uma mulher retorna a sua cidade natal e tem um caso com a vizinha casada |
| Monument van Trots                                                | Sebastiaan Kes                                                | Países Baixos                                       | Documentário                        | | Um tributo ao Homomonument em Amsterdã, monumento construído em homenagem à todos perseguidos por sua homossexualidade                                                                               |
| More Than Only                                                    | Michelle Leigh                                                | EUA                                                 | Romance                             | Jonathan Daniel Miles, Bjorn Anderson                                                                            | Um universitário aprende a se amar e aceitar o amor, apesar da desaprovação de seus pais |
| More Than T                                                       | Silas Howard                                                  | EUA                                                 | Documentário                        | Gizelle Messina, Mia Yamamoto                                                                                    | Os perfis de sete pessoas trans, cada uma com histórias vastamente diferentes |
| The Most Hated Woman in America                                   | Tommy O’Haver                                                 | EUA                                                 | Biográfico, Drama                   | Melissa Leo, Josh Lucas, Michael Chernus, Rory Cochrane, Vincent Kartheiser, Adam Scott                          | Sobre a ativista ateísta norte-americana Madalyn Murray O'Hair |
| Mr. Gay Syria                                                     | Ayse Toprak                                                   | Alemanha, França, Malta, Turquia                    | Documentário                        | | Segue dois refugiados sírios gays tentando reconstruír suas vidas |
| Una mujer fantástica                                              | Sebastián Lelio                                               | Chile                                               | Drama                               | Daniela Vega, Francisco Reyes Morandé, Luis Gnecco, Aline Küppenheim, Amparo Noguera                             | |
| Música para Quando as Luzes se Apagam                             | Ismael Caneppele                                              | Brasil                                              | Documentário                        | Emelyn Fischer, Julia Lemmertz                                                                                   | [ 275 ] |
| My Big Gay Jewish Conversion                                      | Roeland Doust                                                 | Reino Unido                                         | Documentário                        | Simon Atkins | Explora as atitudes de diferentes religiões em relação a homossexualidade |
| My Days of Mercy                                                  | Tali Shalom Ezer                                              | Reino Unido                                         | Drama                               | Elliot Page, Kate Mara, Amy Seimetz, Brian Geraghty, Elias Koteas                                                | trad. Meus Dias de Compaixão Uma mulher tentanto salvar o pai da pena de morte se apaixona por uma advogada                                                                                          |
| My Friend Dahmer                                                  | Marc Meyers                                                   | EUA                                                 | Biográfico, Drama                   | Ross Lynch, Alex Wolff, Anne Heche, Dallas Roberts, Vincent Kartheiser, Tommy Nelson                             | Adaptação do romance gráfico homônimo autobiográfico deDerf Backderf sobre sua amizade na adolescência com Jeffrey Dahmer                                                                            |
| My Letter to the World                                            | Sol Papadopoulos                                              | EUA, Reino Unido                                    | Documentário, Biográfico            | Cynthia Nixon, Duncan Duff, Celyn Jones, Matthew Kelly, Jodhi May                                                | Sobre a vida e a obra da poeta estadounidense Emily Dickinson |
| My Son is Gay                                                     | Lokesh Kumar                                                  | Índia                                               | Drama                               | Anupama Kumar, Nakshatra Bagwe, Sharath                                                                          | A saída do armário de um jovem impacta seu relacionamento com a mãe |
| Nach der Zukunft                                                  | André Krummel                                                 | Alemanha                                            | Documentário                        | Ortwin Passon, Mads Elung-Jensen, Rüdiger Lautmann, Chou Chou de Briquette, Uli Menze                            | Sobre a complexa vida de Ortwin Passon, sobrevivente do HIV |
| Nadie nos mira                                                    | Julia Solomonoff                                              | Argentina                                           | Drama                               | Guillermo Pfening, Elena Roger, Rafael Ferro, Marco Antonio Caponi, Paola Baldion, Cristina Morrison             | trad. Ninguém Está Olhando Depois de terminar com seu namorado produtor, um ator decide abandonar sua carreira e começar do zero em Nova Iorque                                                      |
| Nagarkirtan (নগরকীর্তন)                                             | Kaushik Ganguly                                               | Índia                                               | Drama, Romance                      | Riddhi Sen, Bidipta Chakraborty, Ritwick Chakraborty, Sujan Mukherjee                                            | Uma mulher trans da Bengala rural se apaixona por um flautista |
| Ne avete di finocchi in casa?                                     | Andrea Meroni                                                 | Itália                                              | Documentário                        | Lino Banfi, Enrico Vanzina, Leo Gullotta, Martine Brochard, Sergio Martino                                       | Sobre a representação de homossexuais no cinema italiano |
| Never Steady, Never Still                                         | Kathleen Hepburn                                              | Canadá                                              | Drama                               | Shirley Henderson, Théodore Pellerin, Nicholas Campbell, Mary Galloway                                           | Uma mulher luta contra os sintomas da doença de Parkinson enquanto seu filho luta para aceitar sua sexualidade                                                                                       |
| The Next Guardian                                                 | Arun Bhattarai, Dorottya Zurbó                                | Hungria                                             | Documentário                        | | Segue dois irmãos adolescentes filhos do guardião de um templo budista hereditário no Butão |
| Nos années folles                                                 | André Téchiné                                                 | França                                              | Drama                               | Pierre Deladonchamps, Céline Sallette, Grégoire Leprince-Ringuet                                                 | trad. Anos Dourados Durante a Primeira Guerra Mundial, um desertor do exército francês se disfarça de mulher                                                                                         |
| Nothingwood                                                       | Sonia Kronlund                                                | França, Alemanha                                    | Documentário                        | Qurban Ali Afzali, Salim Shaheen                                                                                 | Segue um cineasta e seu amigo ator drag no Afeganistão |
| Novitiate                                                         | Margaret Betts                                                | EUA                                                 | Histórico, Drama                    | Margaret Qualley, Melissa Leo, Julianne Nicholson, Dianna Agron, Morgan Saylor, Maddie Hasson                    | trad. Noviciado No começo dos anos 60, uma jovem noviça entra em conflito com sua fé, as mudanças na Igreja, e sua sexualidade                                                                       |
| Oasis                                                             | Jorge Ameer                                                   | Países                                              | Drama                               | Cesar DeFuentes, Matthew Lynn, Katia Semacaritt, Jorge Ameer                                                     | Dois amigos de longa data se reencontram entram em uma jornada para enterrar seus passados |
| Occidental                                                        | Neil Beloufa                                                  | França                                              | Drama, Comédia, Suspense            | Anna Ivacheff, Idir Chender, Paul Hamy, Louise Orry-Diquéro, Hamza Meziani, Brahim Tekfa                         | Durante um protesto, um casal gay se refugia em um hotel, onde a gerente chama a polícia e cria uma situação absurda                                                                                 |
| Odraščanje                                                        | Siniša Gačić, Dominik Mencej                                  | Eslovênia                                           | Documentário                        | Andreja Lapuh Maležič, Jedrt Lapuh Maležič, Tibor Lapuh Maležič                                                  | Segue um casal de mães e seu filho recém nascido enquanto elas lutam contra a discriminação social                                                                                                   |
| Of Love & Law (愛と法)                                            | Hikaru Toda                                                   | Japão, Reino Unido, França                          | Documentário                        | | Advogados parceiros românticos e de negócios fundam uma empresa de advocacia |
| Olly Alexander: Growing Up Gay                                    | Vicki Cooper                                                  | Reino Unido                                         | Documentário                        | Olly Alexander                                                                                                   | O vocalista da banda Years & Years explora os problemas mentais enfrentados pela comunidade LGBT |
| On My Way Out: The Secret Life of Nani and Popi                   | Brandon e Skyler Gross                                        | Canadá                                              | Documentário                        | Ruth Blank, Roman Blank                                                                                          | Durante o aniversário de 65 anos de casamento dos avós dos diretores, sobreviventes do Holocausto, é revelado que o avô é gay                                                                        |
| On Putin’s Blacklist                                              | Boris Ivanov                                                  | Canadá                                              | Documentário                        | | Examina as consequências da proibição da adoção da Rússia para os EUA e a propaganda anti-LGBT de Putin                                                                                              |
| Open                                                              | Paul Hart                                                     | EUA                                                 | Comédia                             | Rebekah Kochan, Drew Droege, David Pevsner, Jason Stuart                                                         | Um casal celebra 10 anos de casamento mas se perguntam se estão perdendo alguma coisa com a monogamia                                                                                                |
| Ouaga Girls                                                       | Theresa Traoré Dahlberg                                       | Burkina Faso, França, Suécia                        | Documentário                        | | Um grupo de meninas da periferia de Ouagadougou estudam para se tornarem mecânicas |
| Ouvrir la voix                                                    | Amandine Gay                                                  | França                                              | Documentário                        | | trad. Abrir A Voz Explora as intersecções entre a discriminação, a arte, e a identidade negra |
| Il padre d'Italia                                                 | Fabio Mollo                                                   | Itália                                              | Drama                               | Luca Marinelli, Isabella Ragonese, Anna Ferruzzo, Mario Sgueglia                                                 | Um homem gay introvertido e uma grávida não convencional viajam pelo país à procura do pai da criança                                                                                                |
| Paki                                                              | Giancarlo Abrahan                                             | Filipinas                                           | Comédia, Drama                      | Dexter Doria, Noel Trinidad, Shamaine Buencamino, Eula Valdez, Ricky Davao, Cielo Aquino                         | Cansada de seu marido mulherengo, uma mulher casada à 50 anos decide se separar, e suas três filhas tentam impedi-la                                                                                 |
| The Party                                                         | Sally Potter                                                  | Reino Unido                                         | Comédia                             | Patricia Clarkson, Bruno Ganz, Cherry Jones, Emily Mortimer, Cillian Murphy, Kristin Scott Thomas                | |
| Perfectos desconocidos                                            | Álex de la Iglesia                                            | Espanha                                             | Comédia, Drama                      | Belén Rueda, Eduard Fernández, Juana Acosta, Ernesto Alterio, Dafne Fernández, Eduardo Noriega                   | Sete amigos se encontram depois de anos e criam um jogo onde todas as mensagens e telefonemas que eles receberem devem ser ouvidos por todos                                                         |
| Permission                                                        | Brian Crano                                                   | EUA                                                 | Comédia                             | Rebecca Hall, Dan Stevens, Gina Gershon, François Arnaud, David Joseph Craig, Jason Sudeikis                     | trad. Permissão Uma mulher prestes noivar pensa em namorar outros homens, enquanto seu irmão e o parceiro dele pensam em ter um filho                                                                |
| La petite fille qui aimait trop les allumettes                    | Simon Lavoie                                                  | Canadá                                              | Terror                              | Marine Johnson, Antoine L'Écuyer, Jean-François Casabonne, Alex Godbout, Laurie Babin                            | Baseado no romance homônimo de Gaétan Soucy |
| Pieles                                                            | Eduardo Casanova                                              | Espanha                                             | Drama                               | Macarena Gómez, Carolina Bang, Jon Kortajarena, Candela Peña, Carmen Machi                                       | trad. Peles |
| Pihalla                                                           | Nils-Erik Ekblom                                              | Finlândia                                           | Drama, Romance                      | Mikko Kauppila, Valtteri Lehtinen, Marlene Dumas, Jukka Federley, Juho Keskitalo                                 | Dois rapazes se conhecem durante o verão em uma cidade do interior |
| Pink Tiffany                                                      | Sophie Dia Pegrum                                             | Nepal, EUA                                          | Documentário                        | Meghna Lama | A história de uma modelo e empreendedora trans nepalesa |
| Pinsky                                                            | Amanda Lundquist                                              | EUA                                                 | Comédia                             | Rebecca Karpovsky, Ara Woland, Maria Natapov, Angel Connell, Nelcie Souffrant, Alan Blumenfeld                   | Após perder o avô e a namorada no mesmo dia, uma mulher volta a morar com sua avó autoritária que quer que ela se case com um bom rapaz judeu                                                        |
| PlayBoy (and the Gang of Cherry)                                  | Oompon Kitikamara                                             | Tailândia, Alemanha                                 | Crime, Erótico, Suspense            | Steven Foorer Aphiwat Suphakornchawaroj Karit Chutimakornkul Sainam Kitikamara Jirayu Niyom                      | Uma gangue gay BDSM tem conflitos internos |
| Porcupine Lake                                                    | Ingrid Veninger                                               | Canadá                                              | Drama                               | Delphine Roussel, Christopher Bolton, Lucinda Armstrong Hall                                                     | Duas garotas passam suas férias de verão juntas em Ontário |
| Préjugés Coupables                                                | Jean-Philippe Tranvouez                                       | França                                              | Drama                               | Sébastien Bélier, Antoine Mournès, Alexandre Triaca                                                              | Quando um jovem gay suspeito de matar o namorado é preso, um detetive investiga o que realmente aconteceu                                                                                            |
| Present Perfect (แค่นี้ก็ดีแล้ว)                                        | Anusorn Soisa-Ngim                                            | Tailândia, Japão                                    | Romance, Drama                      | Adisorn Tonawanik, Kritsana Maroukasonti, Priyada Sittachai, Midori Tamate                                       | [ 311 ] |
| The Prince and the Dybbuk                                         | Elwira Niewiera, Piotr Rosołowski                             | Alemanha, Polônia                                   | Documentário, Biográfico            | Mosze Waks, Michał Waszyński                                                                                     | Sobre o enigmático diretor e produtor polonês Michał Waszyński |
| Princess Cyd                                                      | Stephen Cone                                                  | EUA                                                 | Drama                               | Rebecca Spence, Jessie Pinnick, Malic White, James Vincent Meredith, Tyler Ross                                  | Uma adolescente visita sua tia em Chicago e se apaixona por uma menina do mesmo bairro |
| Il Principe di Ostia Bronx                                        | Raffaele Passerini                                            | Itália                                              | Documentário                        | Maurilio Fonte, Dario Galetti Magnani                                                                            | Dois atores desempregados se mudam para uma praia nudista gay |
| Prof Tom Foolery Saves the Planet!                                | Paul Bright                                                   | EUA                                                 | Fantasia                            | Kyle English, Paul Bright, Maida Belove, Joe Cronin, Mathew Bostrom, Alex Wank                                   | Em um mundo steampunk, um assaltante contrata um inventor para construir uma máquina |
| Professor Marston and the Wonder Women                            | Angela Robinson                                               | EUA                                                 | Biográfico, Drama                   | Luke Evans, Rebecca Hall, Bella Heathcote, JJ Field, Oliver Platt, Connie Britton                                | trad. Professor Marston e as Mulheres-Maravilhas Sobre o psicólogo William Moulton Marston, criador da Mulher-Maravilha, e o relacionamento poliamoroso entre ele, sua esposa, e a parceira dos dois |
| Prom King, 2010                                                   | Christopher Schaap                                            | EUA                                                 | Comédia, Romance                    | Julia Weldon, Justin L. Wilson, Christopher Schaap, Ryan Wesen, Lionel Thomas, Mikaela Izquierdo                 | Um jovem romântico navega o mundo do namoro na faculdade tentando conciliar sua homossexualidade com seus ideais cinematográficos                                                                    |
| Pulse                                                             | Stevie Cruz-Martin                                            | Austrália                                           | Ficção Científica, Drama            | Caroline Brazier, Daniel Monks, Scott Lee, Sian Ewers, Isaro Kayitesi, Jaimee Peasley                            | Um adolescente gay com uma deficiência troca de corpo com uma mulher para ser amado |
| The Queendom of Tonga                                             | Brian Favorite                                                | Tonga                                               | Documentário                        | Doug Siebum | Sobre as Fakaleitis, comunidade trans de Tonga, e um voluntário do Corpo da Paz que tem que manter sua sexualidade em segredo                                                                        |
| Queer as Art                                                      | James House                                                   | Reino Unido                                         | Documentário                        | Stephen K. Amos, Alan Cumming, Russell T Davies, Isaac Julien, Antony Sher, Stephen Fry                          | Celebra a contribuição da comunidade LGBT para a arte no Reino Unido 50 anos após a descriminalização da homossexualidade                                                                            |
| Queerama                                                          | Daisy Asquith                                                 | Reino Unido                                         | Documentário                        | | Criado a partir de arquivos do British Film Institute, mostra um século da experiência queer |
| Queercore: How to Punk a Revolution                               | Yony Leyser                                                   | Alemanha                                            | Documentário                        | Bruce LaBruce, G. B. Jones, Lynn Breedlove, John Waters                                                          | Sobre a criação da revolução queercore nos anos 80 |
| Querida Mamãe                                                     | Jeremias Moreira Filho                                        | Brasil                                              | Drama                               | Letícia Sabatella, Selma Egrei, Bruna Carvalho, Graça De Andrade, Cláudia Missura, Marat Descartes               | Sobre a relação cheia de conflitos entre uma médica recém divorciada e sua mãe |
| Quest                                                             | Jonathan Olshefski                                            | EUA                                                 | Documentário                        | Christine'a "Mama Quest" Rainey, PJ Rainey                                                                       | Segue uma família no norte da Filadélfia por dez anos |
| Rebels on Pointe                                                  | Bobbie Jo Hart                                                | Canadá                                              | Documentário                        | Les Ballets Trockadero de Monte Carlo                                                                            | Sobre uma companhia de balé composta por drag queens |
| Red White & Black: The Oregon Winemakers Story                    | Jerry Bell Jr.                                                | EUA                                                 | Documentário                        | Remy Drabkin, Bertony Faustin, Jesus Guillen, David Loftus, Andre Hueston Mack, Rich Schmidt                     | Mostra as vidas de enólogos de minorias raciais e sexuais que estão mudando a cultura dos vinhedos de Oregon                                                                                         |
| Retablo                                                           | Alvaro Delgado-Aparicio                                       | Peru                                                | Drama                               | Junior Béjar Roca, Amiel Cayo, Magaly Solier                                                                     | As vidas de um pai e seu filho mudam quando a sexualidade do primeiro é revelada para uma sociedade conservadora                                                                                     |
| Rett Vest                                                         | Henrik Martin Dahlsbakken                                     | Noruega                                             | Comédia, Drama                      | Iben Akerlie, Henrik Mestad, Benjamin Helstad, Ingar Helge Gimle, Reidar Sørensen, Inga Ibsdotter Lilleaas       | [ 327 ] |
| The Revival                                                       | Jennifer Gerber                                               | EUA                                                 | Drama                               | Zachary Booth, Stephen Ellis, Lucy Faust, Raymond McAnally, David Rysdahl, Kathleen Suit                         | O romance secreto entre um pastor batista sulista e um jovem vagabundo desafia o equilíbrio na igreja                                                                                                |
| The Ring Thing                                                    | William Sullivan                                              | EUA                                                 | Drama                               | Sarah Wharton, Nicole Pursell, Matt Connolly, Cheryl Pickett                                                     | Uma mulher acidentalmente propõe casamento para sua namorada |
| Rökkur                                                            | Erlingur Thoroddsen                                           | Islândia                                            | Suspense, Terror, Drama             | Björn Stefánsson, Sigurður Þór Óskarsson, Guðmundur Ólafsson, Aðalbjörg Árnadóttir                               | trad. Crepúsculo Meses depois de terminarem, um homem recebe uma ligação preocupante de seu ex-namorado                                                                                              |
| Room for a Man                                                    | Anthony Chidiac                                               | Líbano, EUA                                         | Documentário                        | Anthony Chidiac                                                                                                  | Um jovem cineasta gay explora sua identidade e a história de sua família |
| Rough Night                                                       | Lucia Aniello                                                 | EUA                                                 | Comédia                             | Scarlett Johansson, Kate McKinnon, Jillian Bell, Ilana Glazer, Zoë Kravitz                                       | trad. A Noite É Delas |
| Ruk Kong Rao (รักของเรา)                                           | Panjapong Kongkanoy, Laddawan Rattanadilokchai                | Tailândia                                           | Drama, Romance                      | Yoo Teo, Toni Rakkaen, Jarinporn Joonkiat, Kan Kantathavorn, Pachara Chirathivat, Kao Supassara Thanachart       | Segue três casais em Seul, Nova Iorque, e Londres |
| Saattokeikka                                                      | Samuli Valkama                                                | Finlândia                                           | Drama, Comédia                      | Noah Kin, Heikki Nousiainen, Mikko Nousiainen, Saga Sarkola                                                      | Um velho racista que vive em um prédio cheio de imigrantes e um adolescente que quer fugir para Nairóbi são uma dupla improvável                                                                     |
| Samantaral                                                        | Partha Chakraborty                                            | Índia                                               | Drama, Suspense                     | Parambrata Chatterjee, Riddhi Sen, Soumitra Chatterjee, Kushal Chakraborty, Anindya Banerjee, Aparajita Adhya    | Um jovem conhece seu tio, que fica sempre trancado em seu quarto por um motivo desconhecido |
| San shi er li (三十儿立 )                                         | Scud                                                          | Hong Kong, China                                    | Drama, Erótico                      | Adonis He Fei, Susan Shaw, Nora Miao, Bank Chuang, Eric East                                                     | Também conhecido como Adonis Um ator da Ópera de Pequim vira prostituto e busca por amor |
| Saturday Church                                                   | Damon Cardasis                                                | EUA                                                 | Musical, Drama                      | Margot Bingham, Regina Taylor, Mj Rodriguez, Indya Moore                                                         | Um garoto sofrendo com as pressões da sociedade faz amizade com um grupo de jovens gays e trans |
| SCINTILLE. Firenze: Generazione Trend                             | Bruno Casini, Carlo Gardenti                                  | Itália                                              | Documentário                        | | Uma imersão na moda e estética da juventude de Florença nos anos 80 |
| Scotty and the Secret History of Hollywood                        | Matt Tyrnauer                                                 | EUA                                                 | Documentário                        | Scotty Bowers | |
| Sebastian                                                         | James Fanizza                                                 | Canadá                                              | Romance, Drama                      | James Fanizza, Guifré Bantjes-Rafols, Alex House, Katya Zamolodchikova                                           | Uma expansão do curta homônimo de 2014 Um homem preso em um casamento infeliz se apaixona pelo primo argentino de seu marido                                                                         |
| The Secret Kiss                                                   | Richard Mansfield                                             | Reino Unido                                         | Drama, Mistério                     | Tom Beedim, Sert Fetti, Freddie Wintrip                                                                          | Um rapaz solitário se apaixona por um homem misterioso na floresta que ele vê em seus sonhos |
| Señorita María: la falda de la montaña                            | Rubén Mendoza                                                 | Colômbia                                            | Documentário                        | María Luisa Fuentes Burgos                                                                                       | Sobre uma mulher trans vivendo em um dos vilarejos cristãos mais conservadores do país |
| Shab                                                              | Onir                                                          | Índia                                               | Drama                               | Ashish Bisht, Simon Frenay, Areesz Ganddi, Gaurav Nanda, Arpita Pal, Raj Suri                                    | As histórias de pessoas que vivem às margens da sociedade 'aceitável' |
| Si Chedeng at Si Apple                                            | Fatrick Tabada, Rae Red                                       | Filipinas                                           | Comédia                             | Gloria Diaz, Elizabeth Oropesa, Anthony Falcon                                                                   | Após a morte do marido uma mulher de 66 anos decide sair do armário e deve ajudar sua amiga escapar quando esta decapita seu próprio marido                                                          |
| Siebzehn                                                          | Monja Art                                                     | Áustria                                             | Drama                               | Elisabeth Wabitsch, Anaelle Dézsy, Alexandra Schmidt, Christopher Schärf, Martina Poel, Alexander Wychodil       | [ 344 ] |
| Si-e-nui sa-rang (시인의 사랑)                                    | Kim Yang-hee                                                  | Coreia do Sul                                       | Drama                               | Yang Ik-june, Jeon Hye-jin, Jung Ga-ram, Bang Eun-hee, Kim Sung-kyun                                             | Um poeta casado se apaixona por um adolescente |
| Sighted Eyes/Feeling Heart                                        | Tracy Heather Strain                                          | EUA                                                 | Documentário                        | Lorraine Hansberry, Mamie Hansberry, Harry Belafonte, Ruby Dee, Louis Gossett Jr., Sidney Poitier                | Sobre Lorraine Hansberry, primeira mulher negra a escrever uma peça para a Broadway |
| The Sign for Love (איך מסמנים אהבה)                               | Elad Cohen, Iris Ben Moshe                                    | Israel                                              | Documentário                        | | Um homem gay surdo cria seu filho com o apoio de seus amigos também surdos |
| Sin vagina, me marginan                                           | Wesley Verástegui                                             | Peru                                                | Comédia, Drama                      | Wesley Verástegui, Marina Kapoor, Javiera Arnillas, Caterine Solórzano                                           | Uma garota trans rapta a filha de um ministro transfóbico para pagar sua cirurgia de redesignação sexual                                                                                             |
| Signature Move                                                    | Jennifer Reeder                                               | EUA                                                 | Comédia, Romance                    | Fawzia Mirza, Shabana Azmi, Sari Sanchez, Audrey Francis, Charin Alvarez                                         | Uma mulher paquistanesa muçulmana lésbica que vive com a mãe em Chicago se apaixona por uma mexicana                                                                                                 |
| El silencio es un cuerpo que cae                                  | Agustina Comedi                                               | Argentina                                           | Documentário, Drama                 | Agustina Comedi, Jaime Comedi, Susana Palomas                                                                    | Docudrama sobre as fitas filmadas pelo pai da diretora antes de sua morte |
| A Silent Agreement                                                | Davo Hardy                                                    | Austrália                                           | Drama                               | Davo Hardy, Joshua Sealy, Paul Mercurio, Sage Godrei, Rhonda Rourke, Jennifer MacLaughlin                        | Segue um escritor sensível com um distúrbio de fala e seu namorado surdo, que o ajuda a recuperar sua confiança                                                                                      |
| Silvana - väck mig när ni vaknat                                  | Mika Gustafson, Olivia Kastebring                             | Suécia                                              | Documentário                        | Silvana Imam, Beatrice Eli, Lilia Bakanauskaite, Suzana Imam, Talal Imam, Babak Azarmi                           | Sobre a rapper e artista sueca lésbica Silvana Imam |
| Sobre Nós                                                         | Thiago Cazado, Mauro Carvalho                                 | Brasil                                              | Romance                             | Thiago Cazado, Rodrigo Bittes, Carmem Moretzsohn, Leandro Menezes, Andressa Lee, Rodrigo Bezerra                 | Um jovem deixa seu namorado para trás para estudar cinema na Califórnia por quatro anos |
| Sodom                                                             | Mark Wilshin                                                  | Reino Unido                                         | Drama, Erótico                      | Pip Brignall, Jo Weil                                                                                            | Um jovem algemado a um poste é resgatado por um homem que o leva a seu apartamento |
| Soldații. Poveste din Ferentari                                   | Ivana Mladenović                                              | Romênia                                             | Drama                               | Vasile Pavel, Adrian Schiop, Ștefan Iancu, Dan Bursuc                                                            | Um antropólogo introvertido se muda para um bairro de má reputação de Bucareste, e se apaixona por um ex-presidiário                                                                                 |
| Something Like Summer                                             | David Berry                                                   | EUA                                                 | Musical, Comédia, Romance, Drama    | Grant Davis, Davi Santos, Ben Baur, Ajiona Alexus, Jana Lee Hamblin, Ron Boyd                                    | Segue a relação tumultuosa entre dois jovens, do ensino médio até a idade adulta |
| Song to Song                                                      | Terrence Malick                                               | EUA                                                 | Drama                               | Michael Fassbender, Ryan Gosling, Rooney Mara, Natalie Portman                                                   | |
| Sorry Guys                                                        | Stefan Aretz                                                  | Alemanha                                            | Drama, Comédia                      | Sandra Borgmann, Chris Gebert, Valentin Schreyer, Jorg Westphal, Christine Heinze, Deniz Drebing                 | Um casal gay de Berlim pedem que a irmã de um deles seja barriga de aluguel |
| Speak Your Truth                                                  | Kris Erickson                                                 | EUA                                                 | Documentário                        | Holly Altman, Jennifer Ariemma, Anne-Laure Delatte, Jessica Ferrigno, Joanne Fleisher, Joan Goldstein            | Nove mulheres falam sobre seus casamentos e suas saídas do armário |
| Speech & Debate                                                   | Dan Harris                                                    | EUA                                                 | Comédia, Drama                      | Liam James, Sarah Steele, Austin P. McKenzie, Roger Bart, Janeane Garofalo, Kal Penn                             | Baseado na peça homônima de Stephen Karam |
| Stop All the Clocks: WH Auden in an Age of Anxiety                | Adam Low                                                      | Reino Unido                                         | Documentário                        | W.H. Auden, Alan Bennett                                                                                         | Sobre Wystan Hugh Auden, homem gay e poeta influente do século XX |
| Story of a Girl                                                   | Kyra Sedgwick                                                 | EUA                                                 | Drama                               | Ryann Shane, Jon Tenney, Sosie Bacon, Iain Belcher, Tyler Johnston, Kevin Bacon                                  | trad. A história de uma garota |
| Strapped for Danger                                               | Richard Griffin                                               | EUA                                                 | Comédia                             | Anthony Gaudette, Diego Guevara, Dan Mauro, Anna Rizzo, Johnny Sederquist, Sarah Reed                            | Três strippers executam um assalto e são perseguidos por um policial homofóbico |
| Strong Island                                                     | Yance Ford                                                    | EUA                                                 | Documentário                        | Yance Ford, Harvey Walker, Kevin Myers, Barbara Dunmore Ford, Lauren Ford, David Breen                           | Segue o processo judicial de investigação do assassinato do irmão do cineasta, um homem trans |
| Stumped                                                           | Robin Berghaus                                                | EUA                                                 | Documentário                        | Will Lautzenheiser                                                                                               | Um professor perde seus braços e pernas por causa de uma rara infecção e recebe o apoio de seu namorado e seu gêmeo                                                                                  |
| Sueño en otro idioma                                              | Ernesto Contreras                                             | México                                              | Drama                               | Fernando Álvarez Rebeil, José Manuel Poncelis, Eligo Meléndez, Fátima Molina, Norma Angélica                     | trad. Sonho em Outro Idioma Uma homem tenta salvar uma língua indígena quase em extinção, mas os dois últimos falantes se recusam a se ver                                                           |
| Suicide Service                                                   | Thorkell August Ottarsson                                     | Noruega                                             | Drama                               | Nick Faust, Tor Itai Keilen, Hulda Elira Thorkelsdottir, Camilla Gunnerud, Magnus Gudmundsson                    | As motivações de dois homens com um serviço ilegal de suicídio assistido mudam com a chegada de duas mulheres diferentes                                                                             |
| Sunday Morning                                                    | Matthew Allen                                                 | EUA                                                 | Drama, Suspense                     | Tristan McIntyre, Ethan Haslam, Summer Moore, Francesca Calvo, Cameron Tagge, Molly Allen                        | A jornada de um adolescente descobre sua sexualidade em um ambiente conservador |
| Susanne Bartsch: On Top                                           | Anthony Caronna, Alexander Smith                              | EUA                                                 | Documentário                        | Susanne Bartsch, RuPaul, Amanda Lepore                                                                           | Sobre a influência da produtora Susanne Bartsch na vida noturna e gay de Nova Iorque |
| Swinging Blossom (梦回少年时)                                     | Chao Huang                                                    | China                                               | Drama, Romance                      | Le Jin, Xian Wang                                                                                                | [ 367 ] |
| Ta peau si lisse                                                  | Denis Côté                                                    | Canadá, Suíça                                       | Documentário                        | Jean-François Bouchard, Cédric Doyon, Benoit Lapierre, Maxim Lemire, Alexis Légaré, Ronald Yang                  | trad. Sua Pele Tão Macia Segue seis halterofilistas treinando para um competição |
| Take a Walk on the Wildside                                       | Lisa Rideout                                                  | Canadá                                              | Documentário                        | Patricia Ann Aldridge                                                                                            | Sobre uma loja de roupas de Toronto exclusiva para cross-dressing |
| Tale of the Lost Boys                                             | Joselito Altarejos                                            | Filipinas, Taiwan                                   | Drama                               | Oliver Aquino, Soda Voyu                                                                                         | Sobre a amizade entre um mecânico filipino e um estudante taiwanês aborígene gay |
| Tao Không Xa Mày                                                  | Rony Hoa, Bui Thai Nhien                                      | Vietnã                                              | Drama                               | Nguyen Thi Nguyet Anh, Chau Trong Tai, Huynh Truong Thinh, Ivon Tran, Hai Trieu                                  | Seguindo o diário do pai, um médico vai até um pequeno vilarejo onde conhece dois homens e entra em um triângulo amoroso                                                                             |
| Taxi Stories                                                      | Doris Yeung                                                   | China                                               | Drama                               | Bo-Bo Fung, Aaron Chow, Shanty, Aji Santosa, Thomas Chow, Corallin Cao                                           | Segue três histórias em três cidades asiáticas diferentes conectadas pelas mesmas 24 horas |
| Team Hurricane                                                    | Annika Berg                                                   | Dinamarca                                           | Drama                               | Maja Leth Bang, Zara Munch, Bjarnum Ida Glitre, Sara Morling, Ira Rønnenfelt, Mathilde Linnea Daugaard Jensen    | trad. Time Furacão Sobre um grupo de adolescentes lésbicas e heterossexuais que se conheceram pela internet                                                                                          |
| Tenn                                                              | James Franco                                                  | EUA                                                 | Biográfico, Drama                   | Jacob Loeb, Nina Ljeti, Matthew Josten, Scott Haze, Beth Grant                                                   | Um jovem Tennessee Williams vive com seu pai negligente e sonha em ser escritor |
| Thelma                                                            | Joachim Trier                                                 | Noruega                                             | Suspense, Drama, Fantasia           | Eili Harboe, Kaya Wilkins, Henrik Rafaelsen, Ellen Dorrit Petersen                                               | Uma jovem descobre que ela tem um poder inexplicável que reage quando ela sente desejo por uma aluna de sua universidade                                                                             |
| They                                                              | Anahita Ghazvinizadeh                                         | EUA, Qatar                                          | Drama                               | Rhys Fehrenbacher, Koohyar Hosseini, Nicole Coffineau, Norma Moruzzi, Diana Torres                               | Um pré-adolescente não consegue decidir seu gênero |
| Thicker Than Blood                                                | Anthony Williams                                              | EUA                                                 | Drama                               | Ayana Johnson, Berle Lorenzo Stocks, Timmy Richardson, Tony Bravado, Kevin Boles Jr.                             | O mais jovem de dois irmão volta para casa para celebrar a promoção do mais velho e segredos são revelados                                                                                           |
| This is Christmas                                                 | Desconhecido                                                  | EUA                                                 | Drama                               | A. Russell Andrews, Jsu Garcia, Carolyn Hennesy, David Moscow, Corin Nemec, Chris Mulkey                         | [ 377 ] |
| This Is Everything: Gigi Gorgeous                                 | Barbara Kopple                                                | EUA                                                 | Documentário                        | Gigi Gorgeous | Segue a transição de gênero de Gigi Gorgeous, uma socialite e youtuber canadense |
| Ti Shen (替身)                                                    | Zero Chou                                                     | Taiwan                                              | Drama, Romance                      | Aviis Zhong, Lu Jie, Benji, Shen Qi                                                                              | Também conhecido como The Substitute Uma garota criada como um 'substituto' para seu irmão falecido se apaixona por uma aspirante a atriz                                                            |
| Tierra firme                                                      | Carlos Marques-Marcet                                         | Espanha, Reino Unido                                | Drama, Comédia, Romance             | Oona Chaplin, Natalia Tena, David Verdaguer, Geraldine Chaplin, Lara Rossi, Trevor White                         | Um casal lésbico boêmio recebe a visita de um amigo e pensa em ter um bebê |
| The Ties That Bind                                                | Diana Newton                                                  | EUA                                                 | Documentário                        | Christine Bush, Judith Bush, Dan Day, Loretta Lynch, Diana Newton, Robert Lee Newton                             | Uma revelação inesperada em uma família sulista leva à uma jornada de aceitação e transformação |
| To the Bone                                                       | Marti Noxon                                                   | EUA                                                 | Drama                               | Lily Collins, Carrie Preston, Lili Taylor, Keanu Reeves                                                          | |
| To a More Perfect Union: U.S. v Windsor                           | Donna Zaccaro                                                 | EUA                                                 | Documentário                        | Edie Windsor, Roberta Kaplan                                                                                     | Uma ativista octogenária e sua advogada lutam para que ela possa ser reconhecida como viúva após a morte da parceira                                                                                 |
| Todo acaba al final del día                                       | Juan José Patón                                               | Espanha                                             | Drama, Suspense                     | Enrique Selfa, Sandra Ferri, Michel Díaz, Alba Ferrara, Miguel Ángel Karames, Tato Amador                        | Uma mulher investigando a morte da namorada se junta a um homem tentando expor uma fraude |
| Toffs, Queers and Traitors: The Extraordinary Life of Guy Burgess | George Carey                                                  | Reino Unido                                         | Documentário                        | Guy Burgess | Sobre o espião soviético Guy Burgess, membro da rede Cambridge Five |
| Tom of Finland                                                    | Dome Karukoski                                                | Finlândia                                           | Biográfico, Drama                   | Pekka Strang, Lauri Tilkanen, Jessica Grabowsky, Taisto Oksanen, Seumas Sargent, Jakob Oftebro                   | Sobre o artista conhecido como Tom of Finland, famoso por seus desenhos homoeróticos |
| Torment                                                           | Adam Ford                                                     | EUA                                                 | Terror                              | Matteo De Liberato, Rikky Fiore, Marco Pielich, Manuel Favaretto                                                 | Após um caso de uma noite, um jovem cai nas mãos de um dos serial killers mais notórios dos EUA |
| Tormenting the Hen                                                | Theodore Collatos                                             | EUA                                                 | Suspense, Drama                     | Josephine Decker, Dameka Hayes, Carolina Monnerat, Matthew Shaw, Dave Malinsky, Brian Harlan Brooks              | Paranoia domina a mente de uma mulher quando ela vai com sua noiva para um retiro de artistas |
| Transformer                                                       | Michael Del Monte                                             | Canadá                                              | Documentário                        | Janae Kroc | Um retrato da fisiculturista Janae Kroc enquanto ela passa pelo processo físico e social da transição de gênero                                                                                      |
| Turup                                                             | Ektara Collective                                             | Índia                                               | Drama                               | Moulina Midde, Sheela Rawat, Madhu Bhagat, Syed Saim Ali, Anil Singh                                             | Mostra os segredos de uma pequena cominudade em Bopal envolvida em um torneio de xadrez |
| Überleben in Neukölln                                             | Rosa von Praunheim, Markus Tiarks                             | Alemannha                                           | Documentário                        | Enana Alassar, Mischa Badasyan, Bernhard Beutler, Joaquin La Habana, Patsy L'Amour LaLove                        | [ 389 ] |
| Ulrike's Brain                                                    | Bruce LaBruce                                                 | Canadá, Alemanha                                    | Ficção Científica, Drama            | Susanne Sachße                                                                                                   | Uma médica ativista de esquerda guarda o cérebro de Ulrike Meinhof, enquanto seu rival de extrema-direita tem o de um gay neo-nazista                                                                |
| El Último País                                                    | Gretel Marín                                                  | Cuba, Angola, Brasil                                | Documentário                        | Gretel Marín | A diretora retorna ao seu país em uma jornada de descobrimento |
| The Untold Tales of Armistead Maupin                              | Jennifer M. Kroot                                             | EUA                                                 | Documentário                        | Armistead Maupin, Laura Linney, Olympia Dukakis, Ian McKellen, Jonathan Groff, Kate Bornstein                    | Sobre a vida do escritor Armistead Maupin |
| Upon the Shadow                                                   | Nada Mezni Hafaiedh                                           | Tunísia                                             | Documentário                        | | trad. Além da Sombra Segue uma comunidade de amigos LGBT na Tunísia |
| Varichina - The True Story of the Fake Life of Lorenzo de Santis  | Mariangela Barbanente, Antonio Palumbo                        | Itália                                              | Documentário                        | Totò Onnis, Antonio Palumbo, Federica Torchetti, Ketty Volpe                                                     | Sobre o primeiro homem abertamente gay de Bari nos anos 70 |
| Vem ska knulla pappa?                                             | Antiffa Vänsterfitta                                          | Suécia                                              | Experimental, Animação, Fantasia    | Alexi Carpentieri, Mafalda Ruiz, Anna Bjereld, Kim Ekberg, Ellie Nordfelt, Roger Janerfors                       | [ 395 ] |
| Venus                                                             | Eisha Marjara                                                 | Canadá                                              | Comédia, Drama                      | Debargo Sanyal, Jamie Mayers, Zena Darawalla, Pierre-Yves Cardinal, Amber Goldfarb, Gordon Warnecke              | Uma mulher trans indo-canadense descobre que tem um filho adolescente |
| Ver a una mujer                                                   | Mónica Rovira                                                 | Espanha                                             | Documentário                        | Sarai García, Mónica Rovira                                                                                      | Os sentimentos da diretora ao cruzar os olhos com a primeira mulher que amou na vida |
| Verão Danado                                                      | Pedro Cabeleira                                               | Portugal                                            | Drama                               | Pedro Marujo, Lia Carvalho, Ana Valentim, Daniel Viana, Sérgio Coragem, Cleo Tavares                             | [ 398 ] |
| A Very Sordid Wedding                                             | Del Shores                                                    | EUA                                                 | Comédia                             | Bonnie Bedelia, Leslie Jordan, Caroline Rhea, Dale Dickey, Ann Walker, Blake McIver Ewing                        | Uma tia e duas irmãs, uma com um filho gay casado, decidem protestar a intolerância de sua igreja |
| La Vida que Elegimos                                              | Rocke Killingan                                               | México                                              | Comédia                             | Jorge Pagaza, Adalid Chavez, Hugo Medina, Alan Garcia, Zandee Valenzuela                                         | Uma mulher trans conhece uma adolescente órfã em uma esquina de prostituição e decide protegê-la |
| Vida y muerte de un arquitecto                                    | Miguel Eek                                                    | Espanha                                             | Documentário                        | José Ferragut Canals, Miquel de Marchi, Juan Carlos Delgado, Carmen Ferragut, Guillem Frontera, Pere Garau       | Sobre o assassinato do arquiteto Josep Ferragut em Maiorca durante a ditadura franquista |
| Všechno nebo nic                                                  | Marta Ferencová                                               | Eslováquia, República Checa                         | Comédia, Romance                    | Tatiana Pauhofová, Klára Issová, Michal Zebrowski, Ľuboš Kostelný, Ondřej Sokol, Paweł Deląg                     | As vidas de três melhores amigos, duas mulheres e um homem, se enrolam nas de quatro homens atraentes                                                                                                |
| Walter Pfeiffer: Chasing Beauty                                   | Iwan P. Schumacher                                            | Suíça, França, Alemanha, Reino Unido                | Documentário                        | Walter Pfeiffer                                                                                                  | A vida e carreira do fotógrafo Walter Pfeiffer |
| We Don’t Belong Here                                              | Peer Pedersen                                                 | EUA                                                 | Drama                               | Catherine Keener, Anton Yelchin, Riley Keough, Kaitlyn Dever, Molly Shannon, Maya Rudolph                        | trad. À Beira do Abismo A matriarca de uma família disfuncional é levada ao limite com o desaparecimento de seu filho                                                                                |
| Ein Weg                                                           | Chris Miera                                                   | Alemanha                                            | Drama                               | Mike Hoffmann, Mathis Reinhardt, Cai Cohrs, Tom Böttcher, Eva Horacek                                            | Também conhecido como Paths Mostra o dia a dia de um casal gay, desde o primeiro beijo até o presente                                                                                                |
| Wei Hun Nan Nv (伪婚男女)                                         | Zero Chou                                                     | Taiwan                                              | Comédia, Romance                    | Wang Chuan, Chen-Kang Tang, Mo Cheng, Ching-Tien Li, Andrew Chau                                                 | Um homem gay e uma mulher lésbica tem um casamento falso para apaziguar suas famílias |
| West of Eden                                                      | Alastair Riddell                                              | Nova Zelândia                                       | Drama                               | Kieran Foster, Luke Thompson, Vanessa Riddell, Peter Ford, Jordan Blaikie, Renee Sheridan                        | Um jovem maori começa a trabalhar em uma fazenda e se apaixona pelo filho de um agricultor afluente                                                                                                  |
| When the Day Had No Name (Кога денот немаше име)                  | Teona Strugar Mitevska                                        | Macedônia do Norte, Bélgica, Eslovênia              | Drama                               | Leon Ristov, Hanis Bagashov, Labina Mitevska, Nikolina Kujača, Ana Kostovska, Dragan Mishevski                   | Seis adolescentes de famílias disfuncionais saem para um dia de pescaria, suas vidas são transformadas                                                                                               |
| Who the Fuck Is That Guy? The Fabulous Journey of Michael Alago   | Drew Stone                                                    | EUA                                                 | Documentário                        | Michael Alago, Cheryl Alago, Cherry Vanilla, Cheetah Chrome, John Lydon, Rob Zombie                              | Sobre Michael Alago, executivo de A&R porto riquenho gay que trabalhava com a banda Metallica |
| Whose Streets?                                                    | Sabaah Folayan                                                | EUA                                                 | Documentário                        | Brittany Ferrell, Bassem Masri, Tef Poe, Kayla Reed, Tory Russell, Alexis Templeton                              | O levante de Ferguson contado pelos próprios manifestantes |
| Wilde Maus                                                        | Josef Hader                                                   | Áustria                                             | Comédia                             | Nora von Waldstätten, Josef Hader, Georg Friedrich, Denis Moschitto, Jörg Hartmann, Crina Semciuc                | |
| A Womb of Their Own                                               | Cyn Lubow                                                     | EUA                                                 | Documentário                        | | Seis homens trans falam sobre suas experiências com a gravidez |
| The Wound                                                         | John Trengove                                                 | África do Sul                                       | Drama                               | Nakhane Touré, Bongile Mantsai, Niza Jay Ncoyini                                                                 | trad. Os Iniciados Durante o ritual iniciação xhosa, um jovem gay descobre o relacionamento entre seu mentor e outro homem                                                                           |
| XX                                                                | Karyn Kusama, Jovanka Vuckovic, Roxanne Benjamin, St. Vincent | Canadá                                              | Terror                              | Natalie Brown, Melanie Lynskey, Breeda Wool, Christina Kirk, Sheila Vand, Angela Trimbur                         | Antologia de terror dirigida somente por mulheres |
| You, Me and Him                                                   | Daisy Aitkens                                                 | Reino Unido                                         | Comédia                             | Faye Marsay, Lucy Punch, David Tennant, Nina Sosanya, David Warner, Gemma Jones                                  | Um casal lésbico pensando em serem mães fazem amizade com seu vizinho mulherengo |